# Mariahilfer Straße

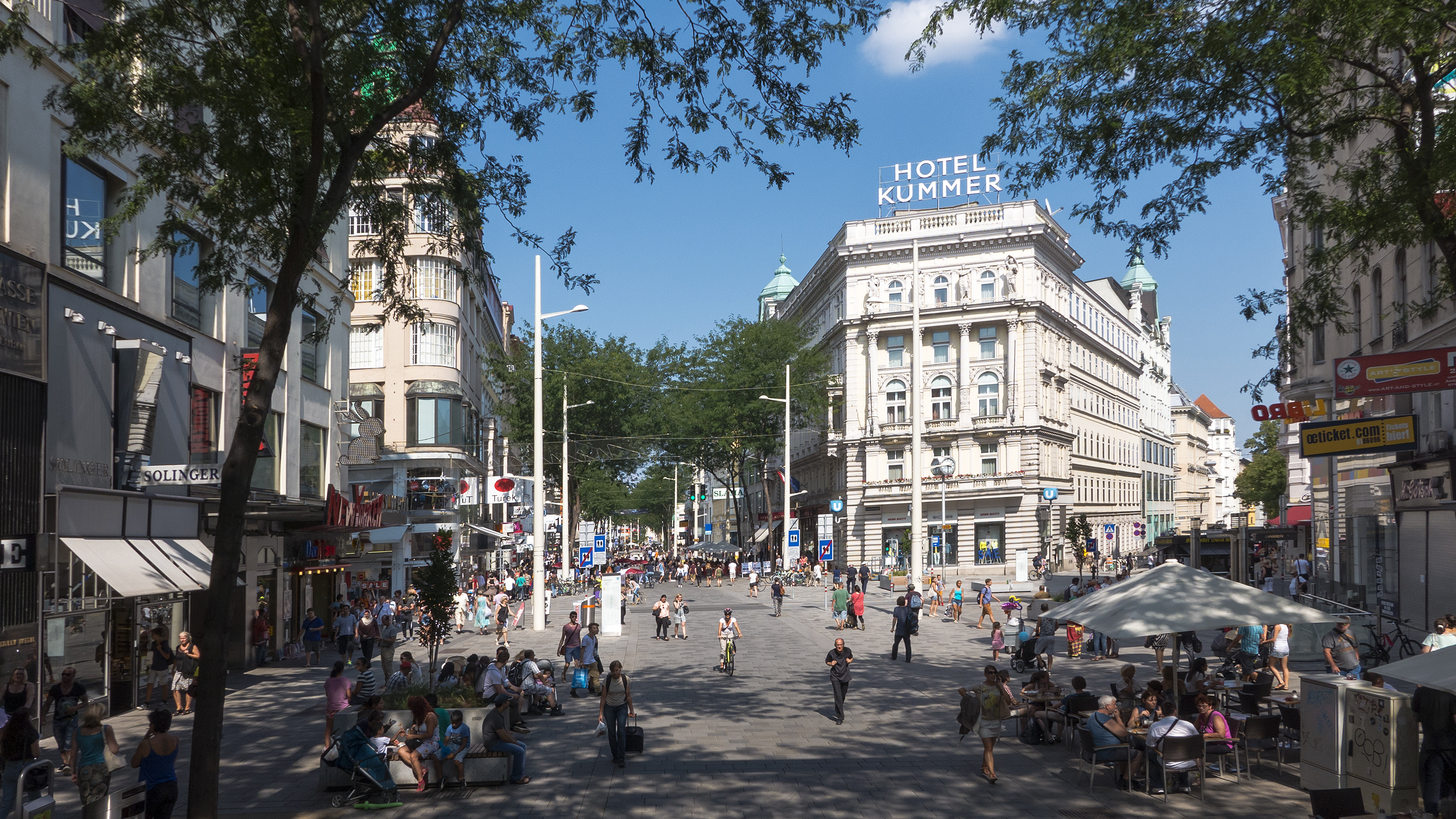
Die innere Mariahilfer Straße an der Bundesländerplatz genannten Kreuzung mit Neubaugasse (links) und Amerlingstraße; rechts die abzweigende Schadekgasse

Die Mariahilfer Straße ist die größte und eine der bekanntesten Einkaufsstraßen in Wien. Sie verbindet die Innere Stadt mit dem Westbahnhof und darüber hinaus dem 15. Bezirk, Rudolfsheim-Fünfhaus.

## Name
Die Straße wurde 1897 nach dem Bezirk bzw. der einstigen Vorstadt Mariahilf benannt. Sie hieß ursprünglich nach ihren Zielen Kremser Straße, dann Bayrische Landstraße, später (z. B. Stadtplan 1856) nach den durchquerten Orten Laimgrubner Hauptstraße (Abschnitt 6., Zweierlinie–7., Stiftgasse) und Mariahilfer Hauptstraße (Abschnitt 7., Stiftgasse–6., Stumpergasse / Mariahilfer Linie). Im 15. Bezirk hieß sie Fünfhauser Hauptstraße, Schönbrunner Straße und Penzinger Straße. Im Volksmund wird die Straße auch Mahü genannt. Sie war eine wichtige Ausfahrtsstraße Richtung Westen, weshalb sich hier auch viele Gastwirtschaften ansiedelten.
Die Mariahilfer Straße, der Mariahilfer Gürtel, die Mariahilfer Kirche und der Bezirk Mariahilf beziehen ihre Namen vom Gnadenbild Mariahilf, einer Kopie des gleichnamigen Gemäldes von Lucas Cranach dem Älteren, das sich in der Mariahilfer Kirche befindet.

## Verlauf
Die Straße besteht aus der inneren und äußeren Mariahilfer Straße. Diese nicht offiziellen Bezeichnungen werden dennoch umgangssprachlich, aber auch von den Medien sowie bei Verkehrsdurchsagen oder U-Bahn-Stationsaufgangsbeschriftungen verwendet, um zwischen den Teilstücken innerhalb und außerhalb des Gürtels zu unterscheiden. Mitunter wird jedoch Mariahilfer Straße als Synonym für die Einkaufsstraße innerhalb des Gürtels verwendet.
Unterbrochen wird die Mariahilfer Straße vom Gürtel bzw. dem Europaplatz. Die Länge der Straße beträgt 3,7 km.

### Innere Mariahilfer Straße
Die 1,8 km lange innere Mariahilfer Straße erstreckt sich vom Getreidemarkt beziehungsweise dem Museumsplatz bis zum Mariahilfer Gürtel, wobei sie im ersten kurzen Teilstück relativ stark ansteigt. Seit der Eingemeindung der Vorstädte 1850 und der 1861 vorgenommenen Teilung des ursprünglichen 4. Bezirks in die seither bestehenden Bezirke 4 und 5 bildet die Mariahilfer Straße die Grenze zwischen dem 6. Bezirk (Mariahilf) und dem 7. Bezirk (Neubau). Ihre Verlängerung in Richtung Nordosten ist die Babenbergerstraße.

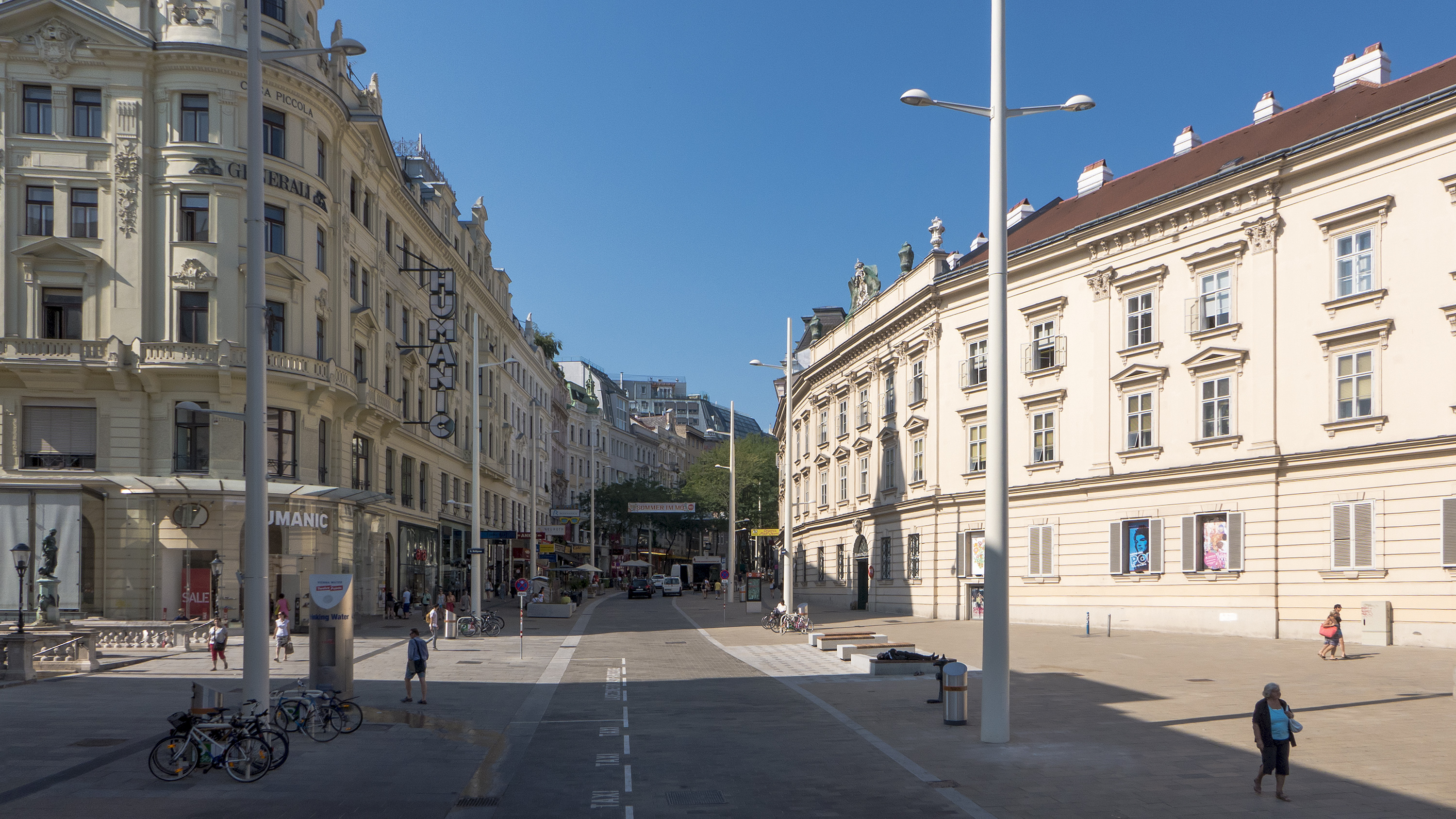
Der Beginn der Straße beim Museumsquartier
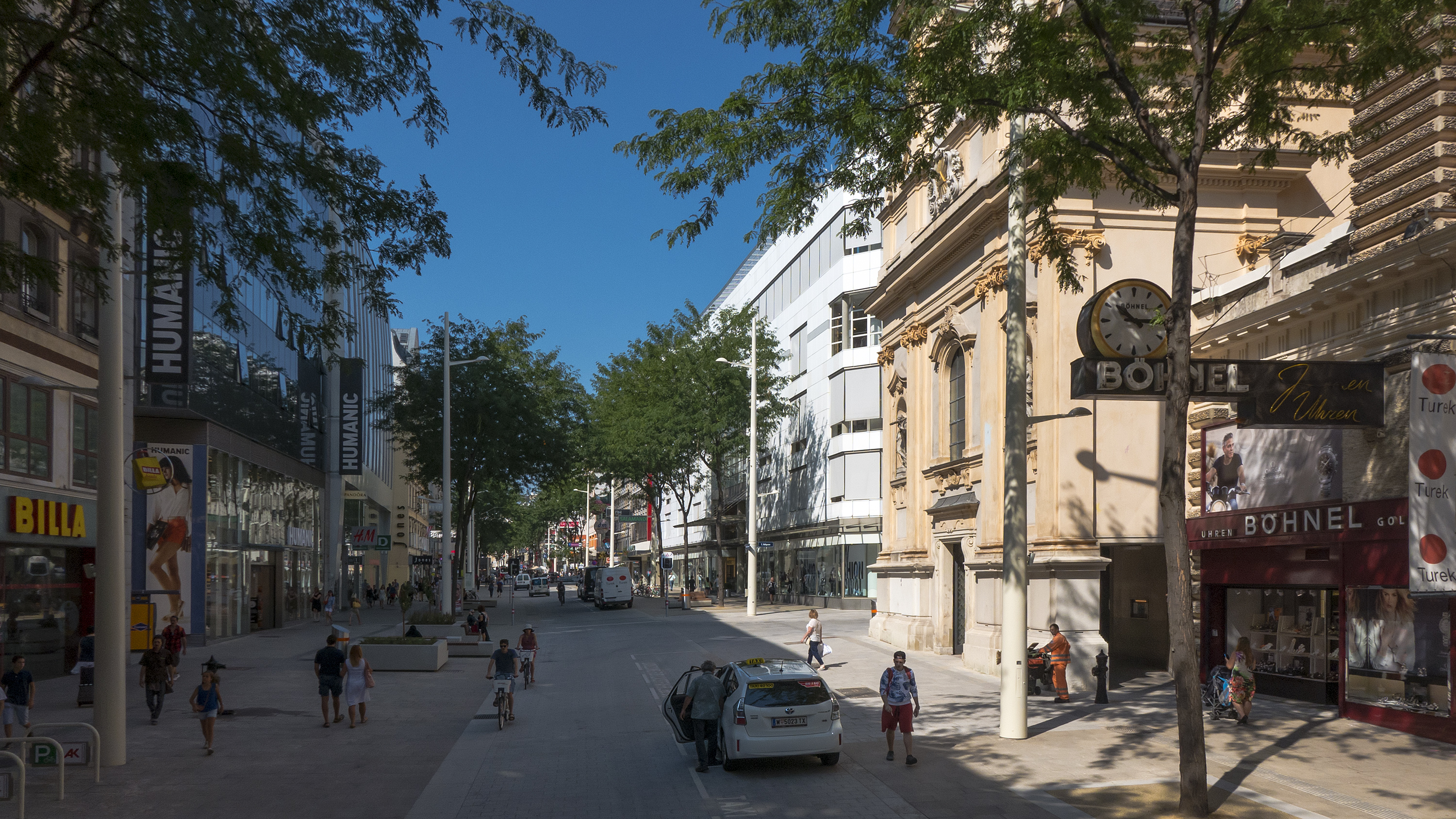
Bei der Stiftgasse
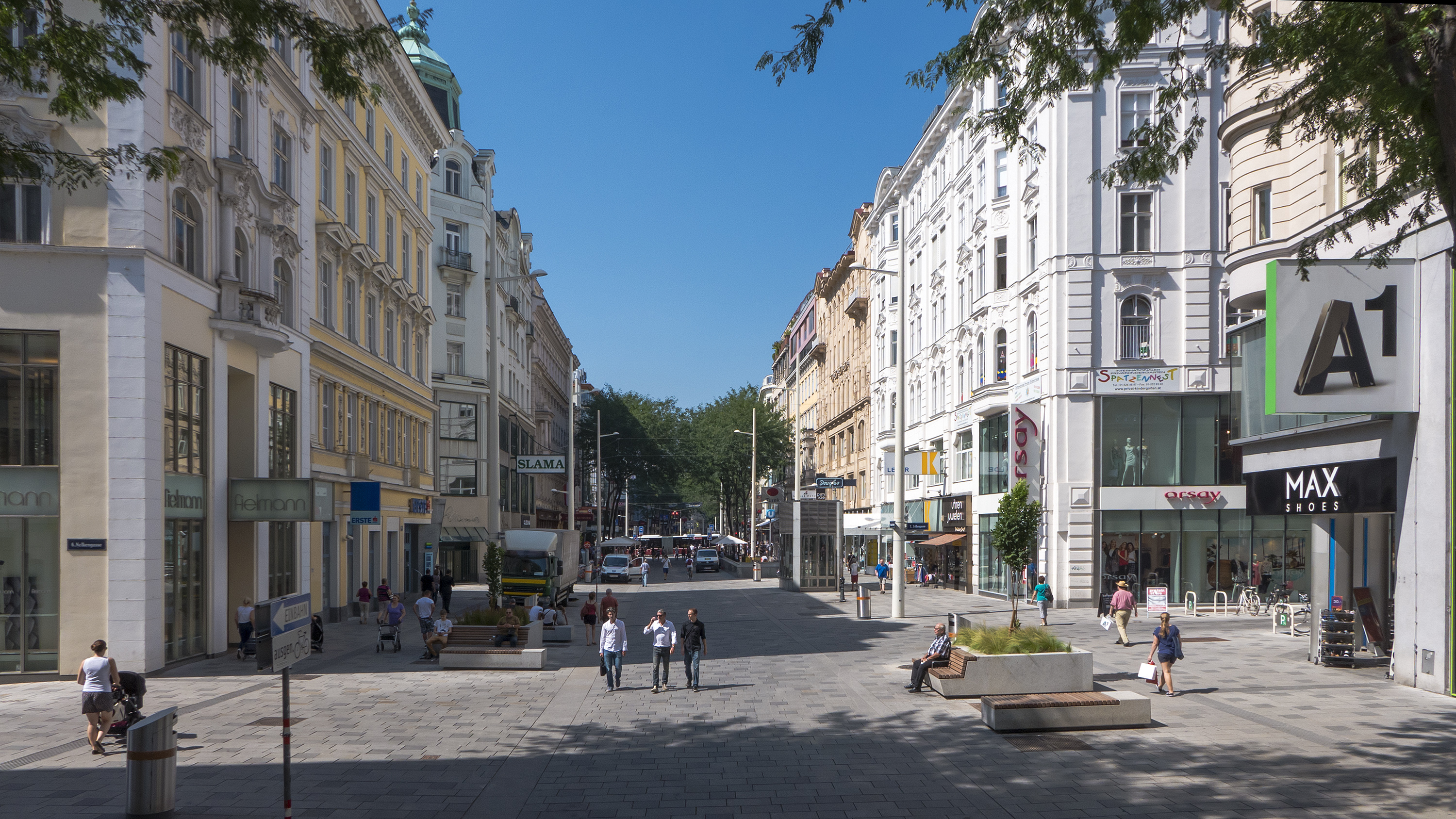
Bei der Nelkengasse
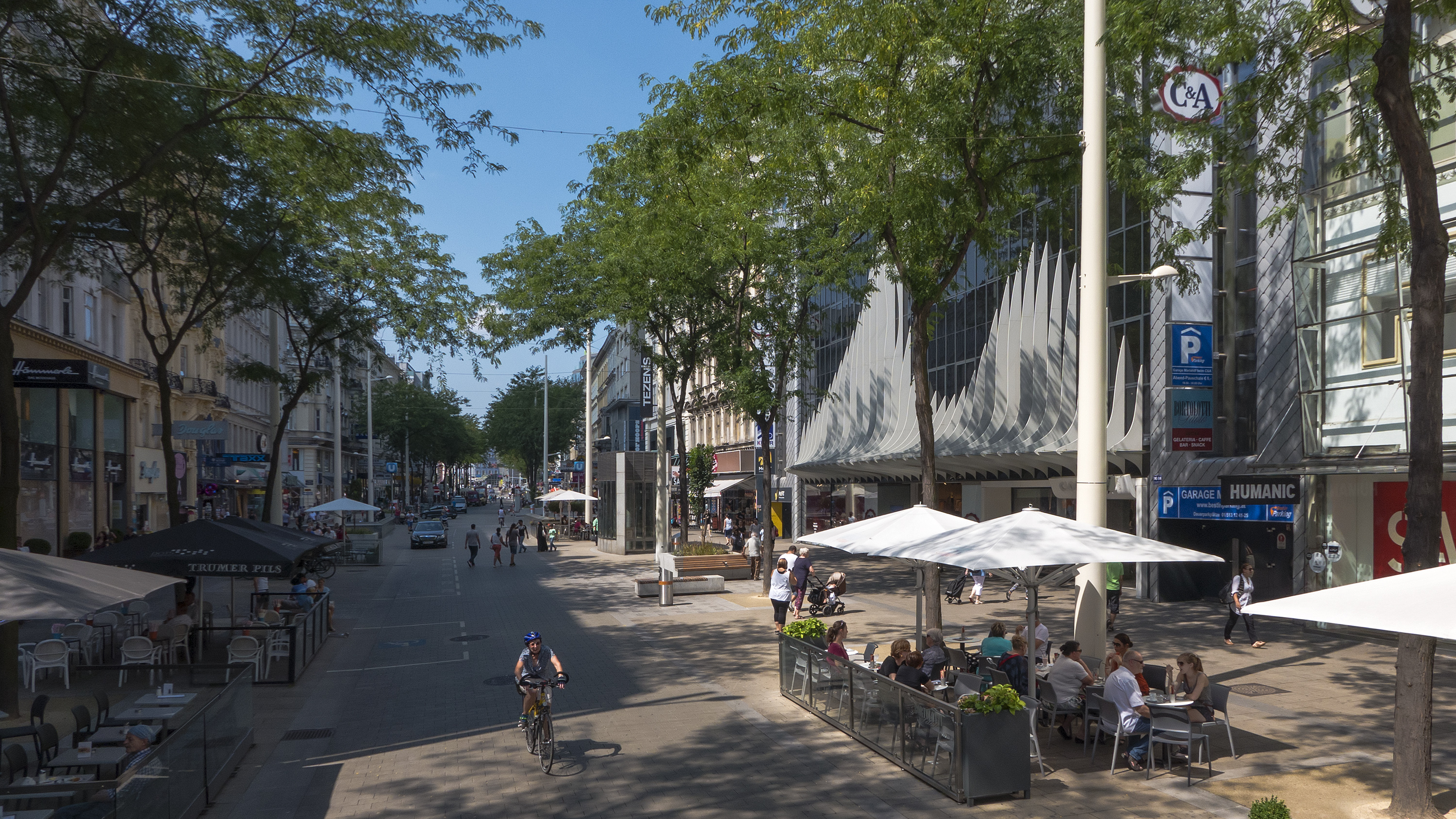
Bei der Zieglergasse
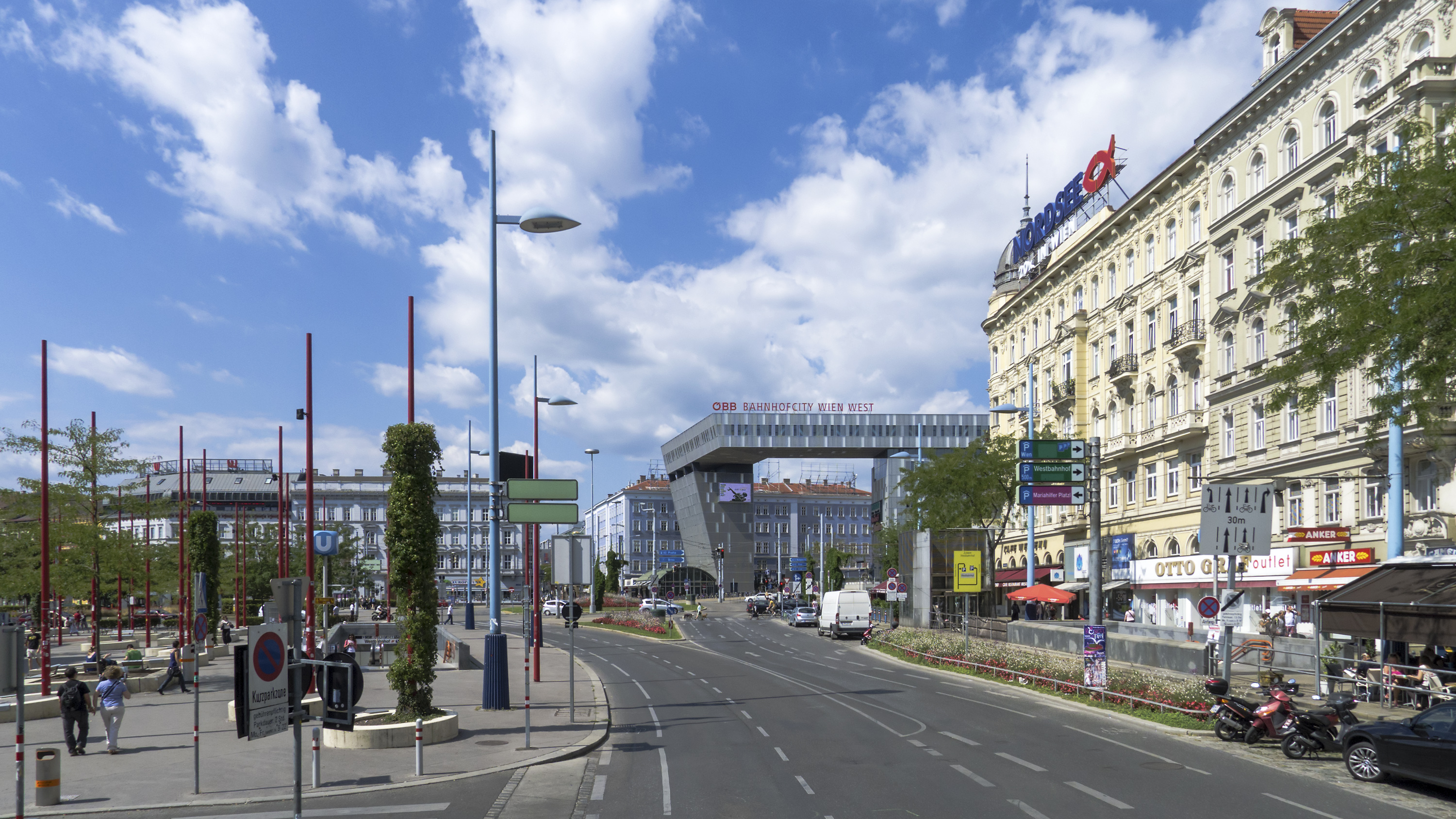
Beim Christian-Broda-Platz Richtung Westbahnhof

### Äußere Mariahilfer Straße
Dieser 1,9 km lange Abschnitt erstreckt sich im 15. Bezirk (Rudolfsheim-Fünfhaus) vom Mariahilfer Gürtel bis zur Schlossallee im Westen der Stadt; die letzten 350 Meter der Straße liegen vor dem Technischen Museum im 14. Bezirk, Penzing, südwärts erstreckt sich neben der Straße der Auer-Welsbach-Park im 15. Bezirk. Die Verlängerung der Straße Richtung Westen ist die Penzinger Straße. Obwohl sich auch in der äußeren Mariahilfer Straße zahlreiche Geschäfte befinden, haben sich in diesem Abschnitt fast keine großen oder internationalen Markengeschäfte angesiedelt. In diesem Bereich verkehrt außerdem noch die Straßenbahn, in der inneren Mariahilfer Straße wurde sie durch die U-Bahn ersetzt.

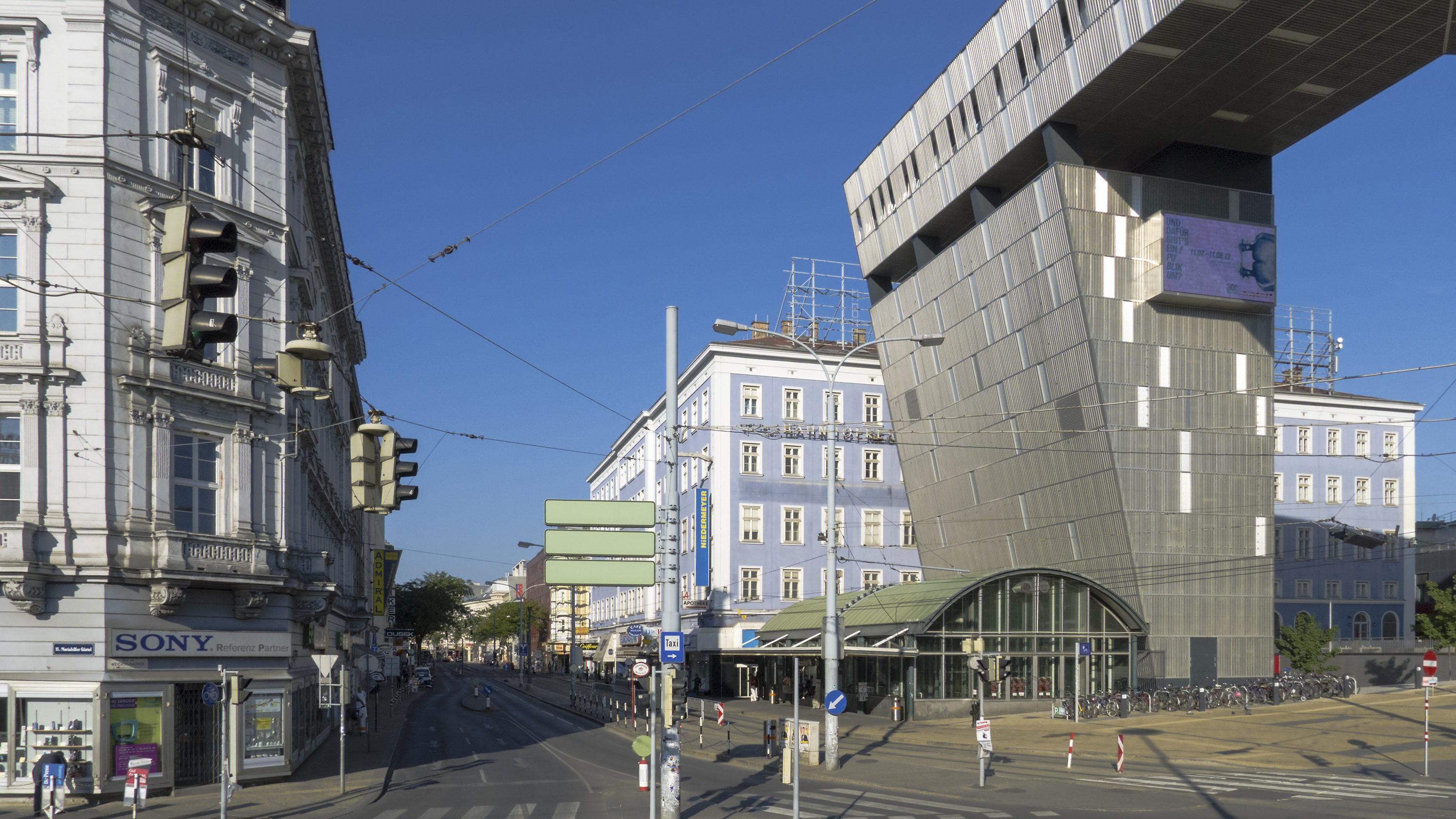
Beim Mariahilfer Gürtel
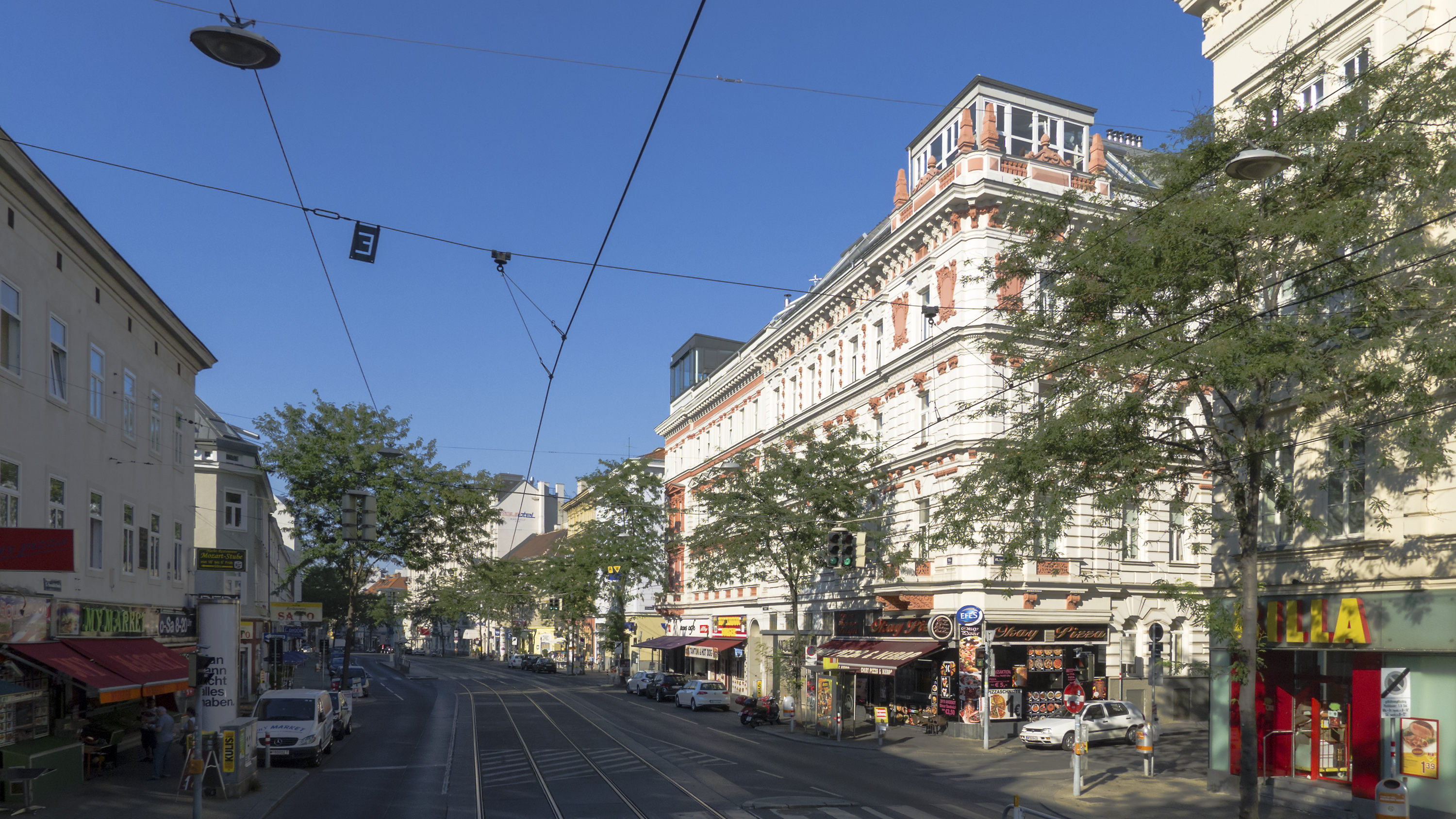
Bei der Zwölfergasse
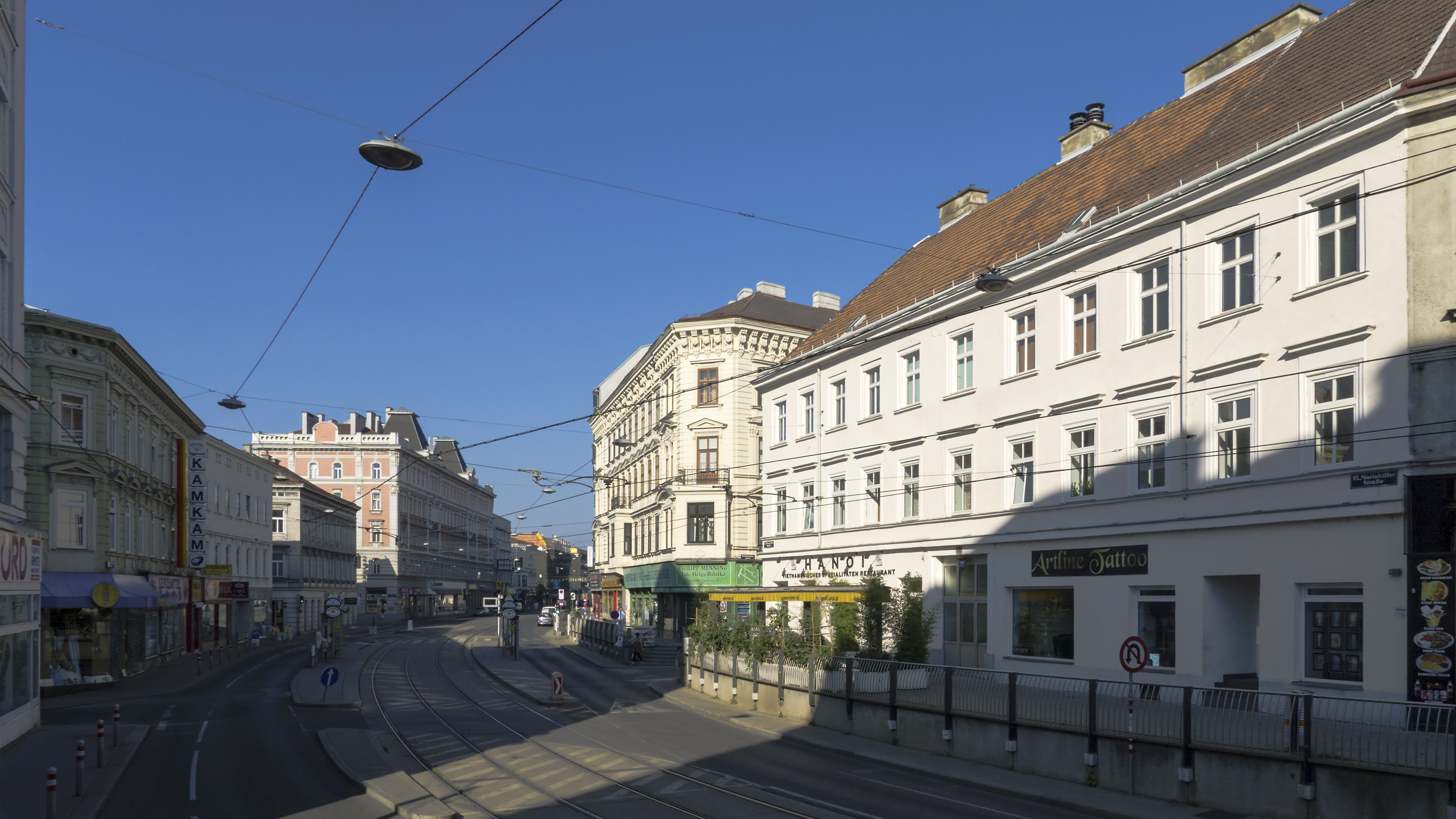
Bei der Clementinengasse
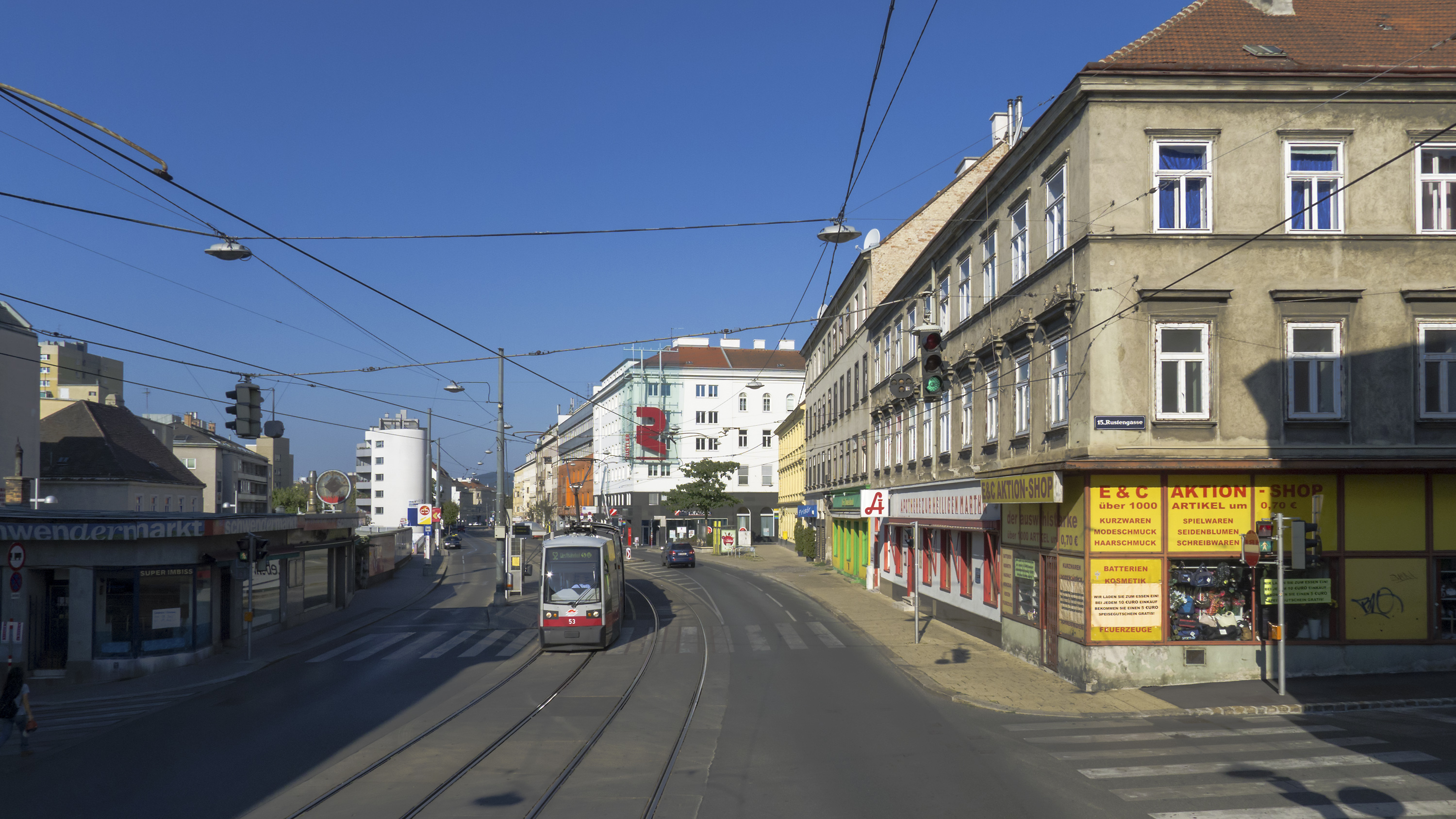
Bei der Rustengasse (Schwendermarkt)
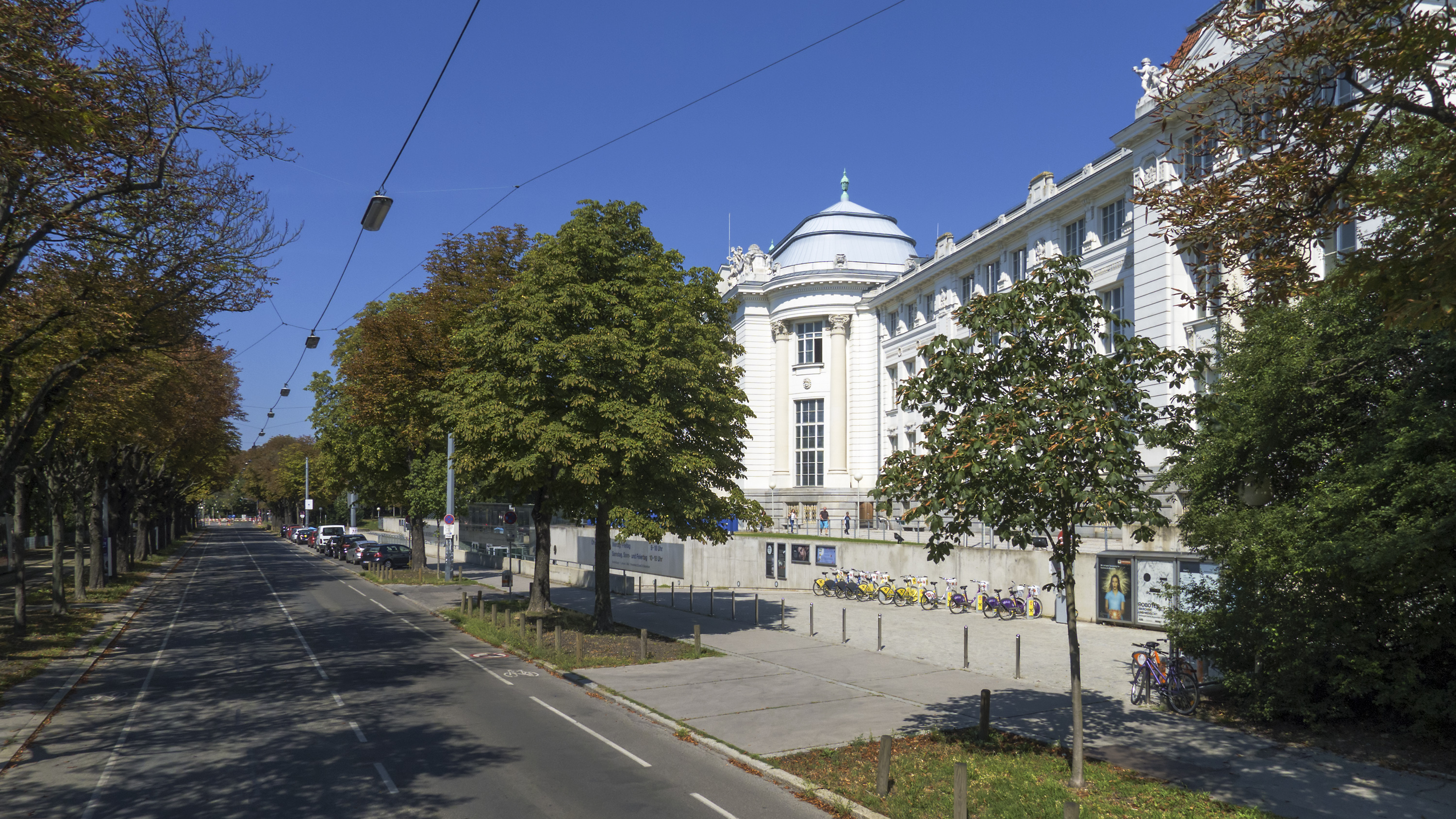
Das Ende der Straße beim Technischen Museum
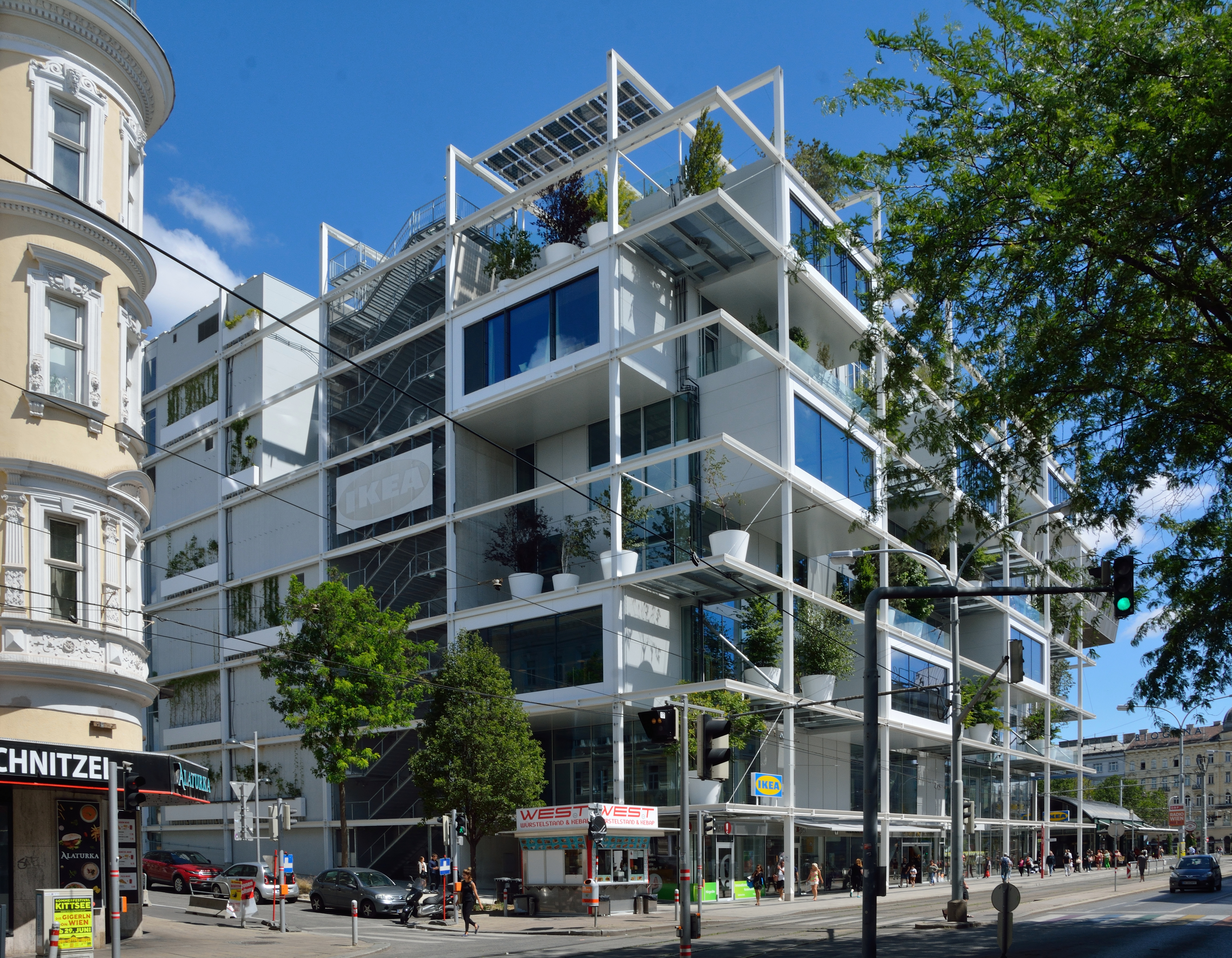
Der City IKEA am Westbahnhof

## Geschichte
Ein Weg im Bereich der heutigen Mariahilfer Straße existierte schon in vorgeschichtlicher Zeit, und dann auch in der Römerzeit. Beim Neubau des Hauses Mariahilfer Straße Nr. 50 (Ecke Kirchengasse) wurde im Juli 1914 ein Stück einer 11 Meter breiten Römerstraße ergraben. Bis in die frühe Neuzeit bog die Straße nach ihrem ersten Anstieg nach Westen ab und bildete die Verbindung von Wien nach Linz, daher rühren ihre früheren Namen Kremser Straße und Bayerische Landesstraße. Zwischen Mariahilfer Straße und Gumpendorfer Straße lagen ausgedehnte Weinbauflächen, die vom lehmigen Boden profitieren (siehe auch Laimgrube).
Das Gebiet war im Mittelalter nicht besiedelt, lediglich knapp außerhalb der Stadtmauer, am Beginn der heutigen Mariahilfer Straße, existierte eine lockere Ansiedlung, die sogenannte „Lucke“, sowie das Sankt Theobald-Kloster. Um 1400 war die Straße bis zur heutigen Stiftgasse beidseitig bebaut. Diese Ansiedlung wurde im Rahmen der Ersten Türkenbelagerung 1529 von den Verteidigern niedergebrannt, um den Osmanen keine Deckung zu bieten. Nach dem Abzug der Belagerer wurden die Häuser und Hütten wieder aufgebaut.
Im Jahr 1663 wurde die Mariahilfer Straße zur Poststraße ernannt, was ihre Bedeutung steigerte und die Ansiedlung von Einkehrgasthäusern mit sich brachte.
Bis zur Zweiten Türkenbelagerung 1683 war die linke Straßenseite bis zur Neubaugasse verbaut. Auch bei der zweiten Belagerung wurde die Gegend zerstört und dann in den folgenden Jahrzehnten langsam wieder aufgebaut. Um 1770 reichte die Verbauung beidseitig bis zur Kaiserstraße.
Ab dem 17. Jahrhundert wandelte sich die ursprünglich landwirtschaftlich genutzte Gegend in eine Vorstadt, in der sich Handwerker und Händler ansiedelten. Besonders berühmt war der Bereich um die heutige Schottenfeldgasse. Dort siedelten sich Seidenmanufakturen an, die ihren Besitzern so beträchtlichen Reichtum einbrachten, dass das Viertel den Spitznamen „Brillantengrund“ bekam und in Liedern besungen wurde.
Die Errichtung des Linienwalls 1704 teilte die Mariahilfer Straße in die „innere“ und „äußere Mariahilfer Straße“. Bis zur Eingemeindung der Vorortgemeinden, 1890 / 1892, wurde hier die Verzehrungssteuer eingehoben, dann wurde diese Steuergrenze nach außen an die neue Stadtgrenze verschoben.
Da die Mariahilfer Straße vom Kaiser für den Weg zum Schloss Schönbrunn genutzt wurde, erhielt sie Anfang des 19. Jahrhunderts als erste Vorstadtstraße eine öffentliche Gasbeleuchtung. 1826 wurde die innere Mariahilfer Straße gepflastert. Durch die Industrialisierung wurden im 19. Jahrhundert die Handwerksbetriebe stark zurückgedrängt, an ihre Stelle traten Handelsbetriebe und später auch Kaufhäuser. In der zweiten Hälfte des 19. Jahrhunderts setzte ein Bauboom ein. Die niedrigen Vorstadthäuser entlang der Mariahilfer Straße wurden durch mehrstöckige Gebäude ersetzt; von einigen Ausnahmen abgesehen – z. B. dem Raimundhof – blieb vom Altbestand nichts übrig. In der inneren Mariahilfer Straße begann die großstädtische Entwicklung des Straßenzuges in den Jahrzehnten, in denen der äußere Straßenteil noch nicht zu Wien gehörte.
Die Fertigstellung des Westbahnhofs im Jahr 1859 erhöhte die Bedeutung der Mariahilfer Straße und führte u. a. zur Errichtung von Hotels und Kaffeehäusern.
Im Rahmen des Zweiten Weltkriegs fielen am 21. Februar 1945 Bomben auf die Mariahilfer Straße, wobei viele Bauten schwer beschädigt wurden. Am 10. April plünderten Wiener das Warenhaus Herzmansky. Die Inhaberin des Cafés „Goethe“ in der Mariahilfer Straße, Ella Fasser, bewahrte kurze Zeit später die Stiftskaserne vor der Zerstörung durch deutsche Truppen. Gemeinsam mit anderen Widerstandskämpfern kappte sie die Zündschnüre, die die abziehenden Truppen gelegt hatten.
Während des Baus der Wiener U-Bahn-Linie U3 und den damit verbundenen Verkehrsbehinderungen, von denen auch die Fußgänger betroffen waren, siedelten sich zahlreiche Läden an, die großteils Elektro- und Elektronikgeräte billiger Machart an zumeist ungarische Touristen verkauften, was nach Meinung der alteingesessenen Geschäftsleute den Ruf der Einkaufsstraße bedrohte und zur abwertenden Bezeichnung „Magyarhilfer Straße“ führte. Mit den steigenden Mieten nach dem Ende der Bauarbeiten und der Neugestaltung der Mariahilfer Straße siedelten diese Händler aber durchwegs wieder ab.

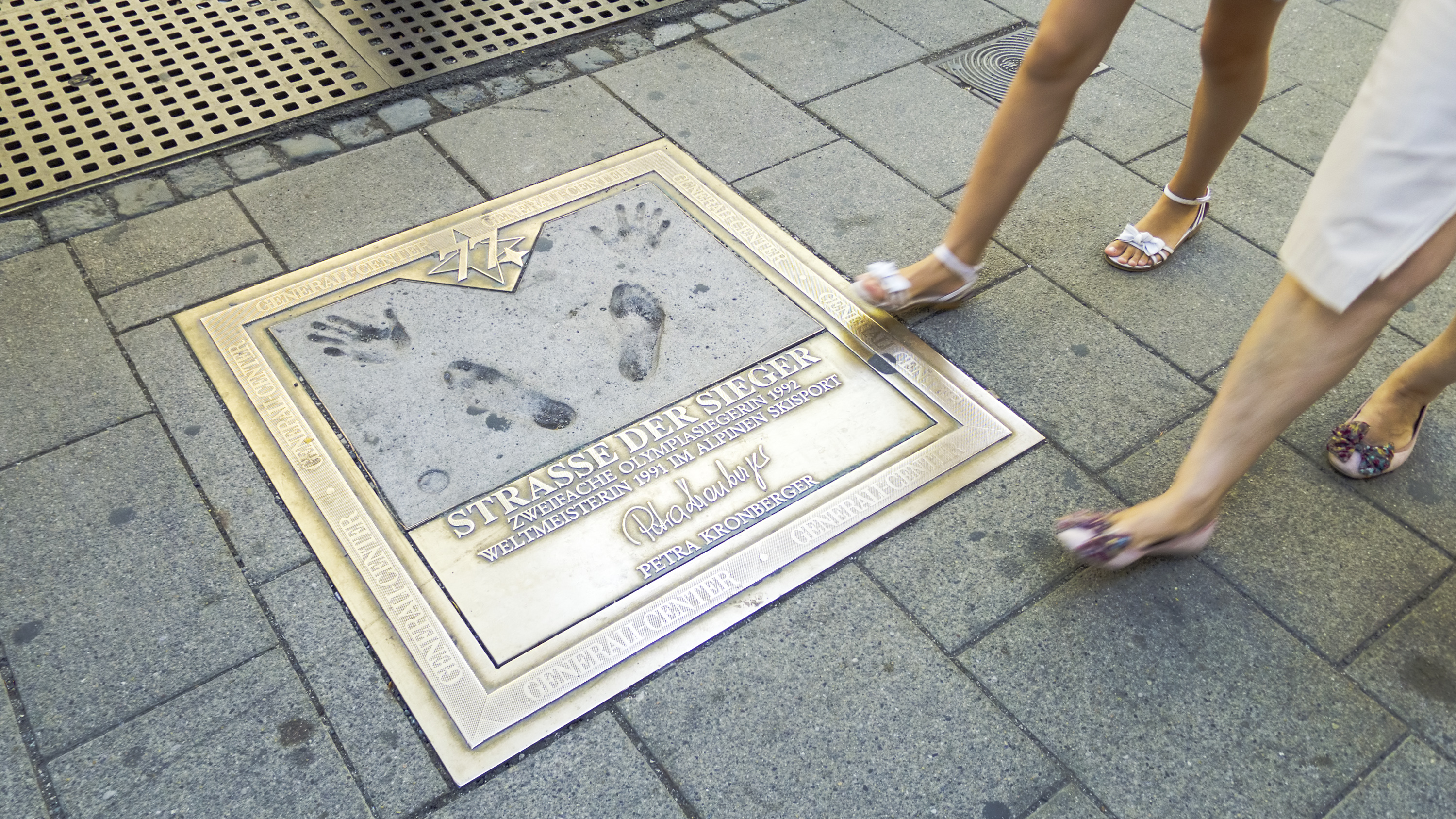
„Straße der Sieger“ (1992–2014)

Auf Initiative des bis 2015 als Generali-Center bestehenden, 1974 eröffneten und 2015 / 2016 stark veränderten Einkaufsbauwerks, Haus Nr. 77, wurde nach dem Vorbild des „Hollywood Walk of Fame“ am Gehsteig (ab Haus Nr. 77 westwärts, stadtauswärts) von 1992 an die Straße der Sieger angelegt. Über 160 österreichische und internationale Weltmeister und Olympiasieger haben auf der Straße ihre Hand- und Fußabdrücke hinterlassen. Diese wurden im Rahmen der Umbauarbeiten der Mariahilfer Straße 2014 / 2015 entfernt, das Geschäftshaus wurde 2016 vom Eigentümer Redevco innen umgebaut und im vierten Quartal 2016 wieder eröffnet: mit nur mehr drei Mietern (Spar, CCC, TK Maxx), deren Lokale direkt von der Straße aus zugänglich sind. Die Altmieter wurden größtenteils gekündigt.
Um den im 15. Wiener Gemeindebezirk Rudolfsheim-Fünfhaus befindlichen äußeren Abschnitt nicht hinter der neu gestalteten inneren Mariahilfer Straße zurückstehen zu lassen, wurden später auch hier die Gehsteige neu, doch mit weniger Aufwand gestaltet.
Am 5. Mai 2008 wurde das neugestaltete Mariahilfer Platzl zwischen Gürtel und Stumpergasse in Mariahilf eröffnet. Seit den frühen 1990er Jahren geplant, hätte dort das Projekt Turm und Riegel der Architektengruppe Coop Himmelb(l)au entstehen sollen, dieses konnte jedoch nicht finanziert werden. Die jetzt zur Gestaltung des bisher kaum gestalteten Areals eingesetzten roten Stelen provozierten Spitznamen wie Jachthafen oder Zahnstocherplatzl. Für zusätzlichen Unfrieden sorgte die durch den Gemeinderatsausschuss für Kultur und Wissenschaft am 7. Oktober 2008 beschlossene Benennung Christian-Broda-Platz.

### Mariahilfer Straße neu
Im Rahmen des Rot-Grünen Regierungsübereinkommens wurde 2010 festgelegt, die innere Mariahilfer Straße abschnittsweise zur Fußgängerzone umzugestalten. Nach Variantenprüfungen und Grundlagenstudien wurde im Oktober 2012 der Beginn der Umgestaltung bekanntgegeben.
Mit Wirkung vom 16. August 2013 wurde zunächst ohne größere bauliche Maßnahmen der Abschnitt zwischen Kirchengasse und Andreasgasse in eine Fußgängerzone umgewandelt. Die Autobuslinie 13A befuhr zunächst einen Teil dieser Zone auf einer rot bemalten Spur. Radfahrer dürfen die Zone in Schrittgeschwindigkeit befahren, Fußgänger haben aber Vorrang. Taxis dürfen zum Ein- und Aussteigen von Fahrgästen zwischen 6 und 13 Uhr zufahren. Die übrigen Abschnitte der inneren Mariahilfer Straße wurden zu Begegnungszonen deklariert, in denen alle Verkehrsteilnehmer gleichberechtigt sind. Fußgänger können die Straße benutzen, für Fahrzeuge gilt eine Höchstgeschwindigkeit von 20 km/h. Parken ist in keinem Teil der Straße erlaubt, Halten in drei „Kiss & Ride-Zonen“. Für den Lieferverkehr ist die Zufahrt und das Halten bis 13 Uhr zulässig.
Ab November 2013 wurde die Linienführung der Buslinie geändert, um die Fußgängerzone zu umfahren.
Im Februar und März 2014 wurde in einer Bürgerumfrage in den betroffenen Bezirken Mariahilf und Neubau ermittelt, ob die Verkehrsberuhigung der Mariahilfer Straße beibehalten werden solle, ob für den Autoverkehr Querungen geöffnet werden sollen und ob das Radfahren im Bereich der Fußgängerzone erlaubt bleiben soll. Eine Mehrheit von 53,2 % sprach sich für die Beibehaltung der Verkehrsberuhigung aus. Sowohl die Querungen für den Autoverkehr als auch die Freigabe der Fußgängerzone für Radfahrer wurden ebenso befürwortet. Am 19. Mai 2014 erfolgte der Spatenstich für die Errichtung der dauerhaften Verkehrsberuhigung. Sowohl in der Fußgänger- als auch in der Begegnungszone wurden dabei mindestens 6,50 m breite Fahrflächen mit fahrbahnebenen Begrenzungsstreifen für Lieferverkehr und Radfahrer vorgesehen.
Ebenso wurde bei Sanierung der Inneren Mariahilferstraße wert auf Barrierefreiheit gelegt, unter anderem wurden Bedarfsampeln errichtet, welche mit dem Österreichischen Behindertenschlüssel bedient werden können und das Überqueren der Straße erleichtern sollen. Die Umsetzung wurde vom ÖAR kritisiert.
Ende Juli 2015 legte die damalige Verkehrsstadträtin Maria Vassilakou (Grüne) nach einer mehr als eineinhalbjährigen Umbauphase den Schlussstein für die Fußgänger- und Begegnungszone. Sie hatte das Projekt gegen lautstarke Widerstände (auch des Koalitionspartners SPÖ), aber mit der positiv ausgegangenen Anrainerbefragung im Rücken durchgesetzt.

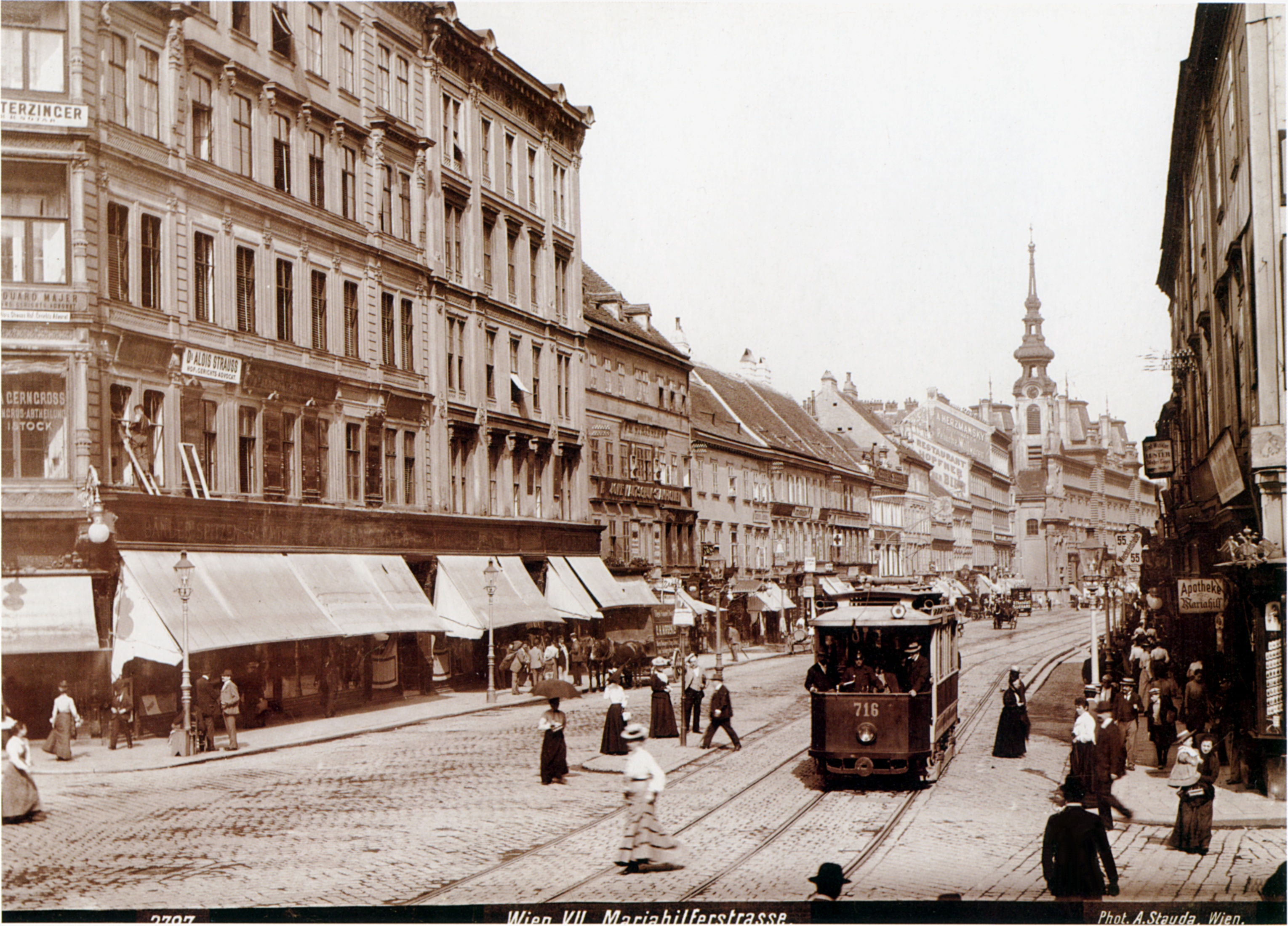
Innere Mariahilfer Straße, 1908
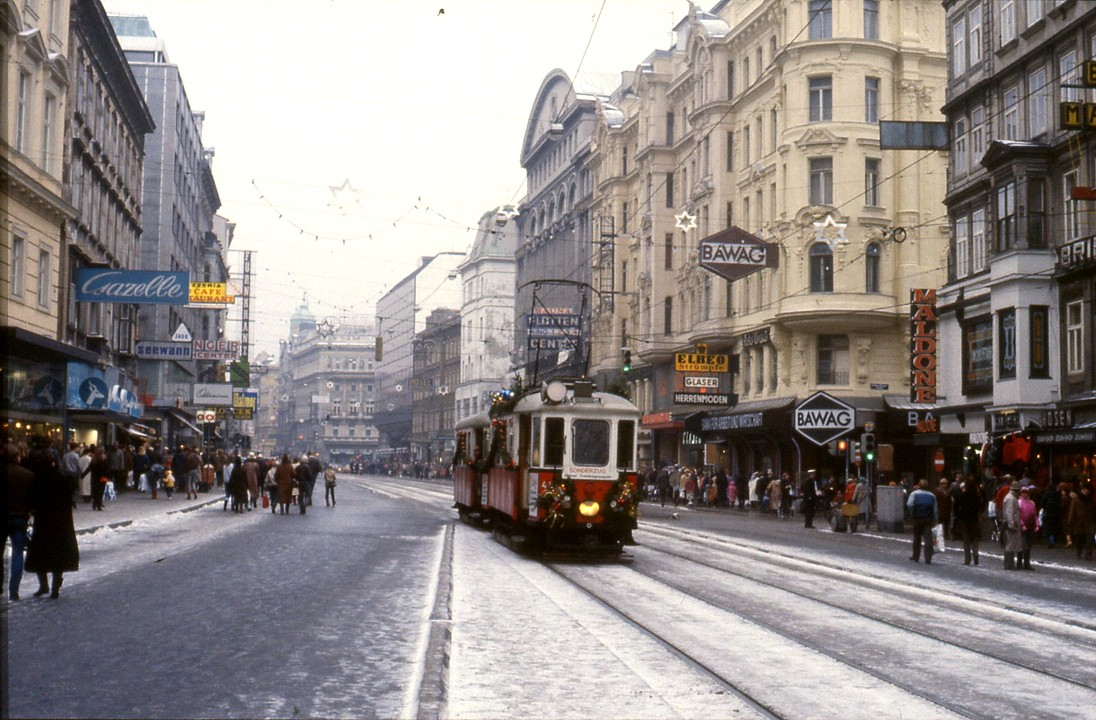
Innere Mariahilfer Straße, 1983
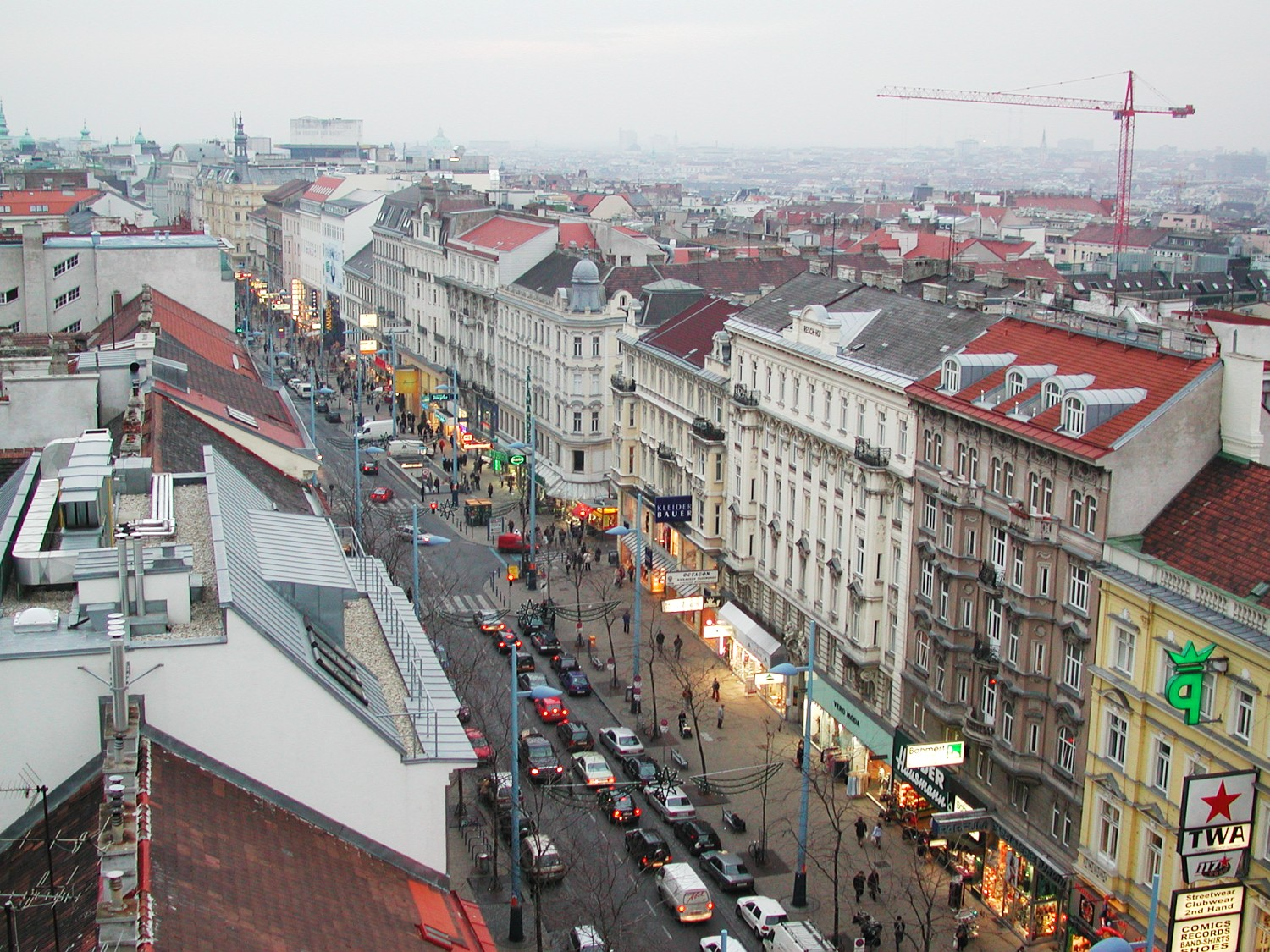
Innere Mariahilfer Straße 2006
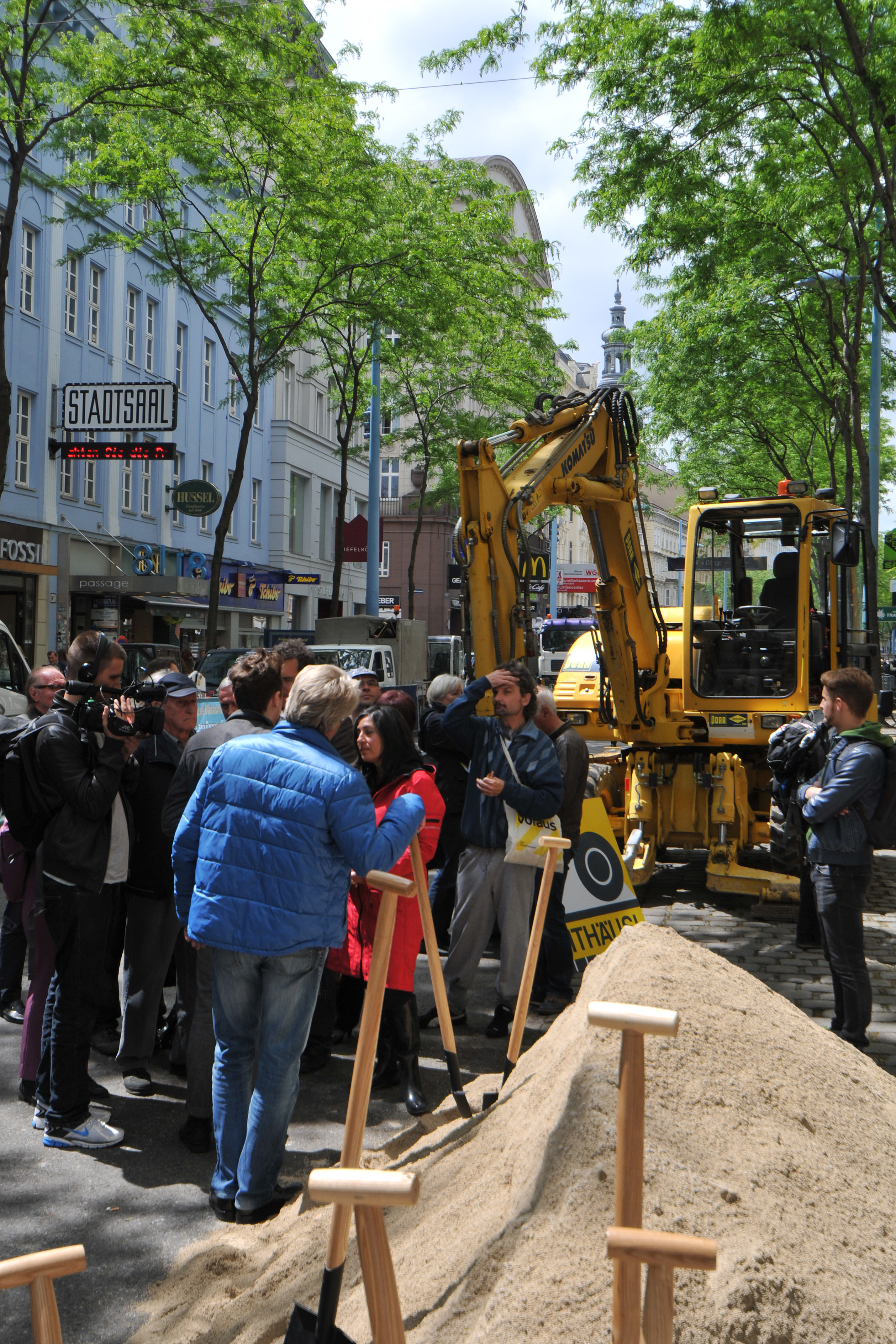
Maria Vassilakou beim Spatenstich für den Umbau zur Fußgängerzone

## Verkehr
In seiner Werkstatt in der Mariahilfer Straße 104 unternahm Anfang der 1870er Jahre der Mechaniker Siegfried Marcus mit dem ersten bekannten benzinbetriebenen Straßenwagen (nicht zu verwechseln mit dem 20 Jahre jüngeren Wagen im Technischen Museum) Fahrversuche.
Im Jahr 1869 wurde in der Mariahilfer Straße eine Linie der Pferdestraßenbahn – zunächst zwischen der Stiftgasse und Rudolfsheim – errichtet. Ab 1897 wurde das Straßenbahnnetz elektrifiziert. Dass Kaiser Franz Joseph auf seinen Fahrten zwischen Hofburg und Schloss Schönbrunn regelmäßig die Mariahilfer Straße befuhr, stellte die für die Straßenbahnen Verantwortlichen vor große Probleme. Da der Kaiser wünschte, dass die Straße durch die Oberleitung nicht optisch beeinträchtigt werden dürfe, musste man bei den hier verkehrenden Tramwaylinien eine störungsanfällige unterirdische Stromschiene verwenden, mit der die Garnituren mit Strom versorgt wurden. Erst 1915 wurde hier auf die übliche Oberleitung umgestellt.
Ursprünglich befuhren mehrere 50er-Linien und mit Buchstaben bezeichnete Linien die Mariahilfer Straße auf volle Länge oder in Teilabschnitten. Zuletzt, bis zur Stilllegung des inneren Abschnittes 1993, waren die Straßenbahnlinien 52 und 58 über die gesamte Länge der Mariahilfer Straße in Betrieb. Erst beim Technischen Museum trennen sich ihre Wege in Richtung Westen. Die äußere Mariahilfer Straße, die von der U-Bahn nicht erschlossen wird, wurde danach weiterhin von den Linien 52 und 58, deren Endstation sich nun am Gürtel vor dem Wiener Westbahnhof befand, befahren. Zum 2. September 2017 wurde die Linie 58 eingestellt und ihr Abschnitt auf der äußeren Mariahilfer Straße von der verlängerten Linie 60 übernommen, die nun vom Westbahnhof bis Rodaun verkehrt.
Die Bauarbeiten für die Errichtung der U-Bahn-Linie U3 brachten auf der inneren Mariahilfer Straße große Behinderungen mit sich. Immer wieder mussten die Straßenbahngleise und die Fahrbahnen für den Autoverkehr umgelegt werden. Aus Platzgründen wurden die Tunnelröhren für die U-Bahn übereinander errichtet und nicht wie sonst nebeneinander.
Um die Oberflächengestaltung der inneren Mariahilfer Straße zu beschleunigen, wurde der Straßenbahnbetrieb innerhalb des Gürtels schon vor der Eröffnung der U-Bahn eingestellt und städtische Autobusse wurden als Schienenersatzverkehr durch teils enge Nebenstraßen geführt.
Die Mariahilfer Straße erhielt in diesem Abschnitt beidseitig etwa zehn Meter breite Gehsteige und wurde als Allee mit Bäumen bepflanzt. Viel kritisiert wurde, dass keine Radwege für den heute vergleichsweise starken Fahrradverkehr errichtet wurden, erst Jahre später wurde auf einem Teilstück nachträglich ein Radfahrstreifen errichtet. Durch die Einstellung der Straßenbahnlinien hat sich auch eine Verschlechterung des Nahverkehrs im Bereich um die Mariahilfer Straße ergeben, da die Zugangswege zur U-Bahn relativ lang sind, nur ein Teil der Straße mit Stationen versorgt wird und vom äußeren Teil her nun ein Umsteigen beim Westbahnhof erforderlich ist.
Um die Weihnachtseinkäufe zu erleichtern wurde die innere Mariahilfer Straße an den vier Adventsamstagen zur Fußgängerzone erklärt. Ansonsten war sie bis zur Neugestaltung ab Mai 2014 von starkem Autoverkehr mit Stau während des ganzen Tages geprägt.
Im Zuge der Neugestaltung der Mariahilfer Straße zwischen Mai 2014 und Juli 2015 hat die Stadt Wien Maßnahmen zur Verkehrsberuhigung vorgenommen:
- Fußgängerzone: Die Fußgängerzone, welche aufgrund der Unterbrechung durch die Amerlingstraße in zwei Abschnitte – Kirchengasse bis Neubaugasse sowie Neubaugasse bis Andreasgasse – unterteilt ist, umfasst gesamt 432 Meter und bildet den Kernbereich der neugestalteten Mariahilfer Straße.
- Begegnungszone: Die Fußgängerzone geht stadteinwärts (Kirchengasse bis Getreidemarkt, 739 Meter) und stadtauswärts (Andreasgasse bis Kaiserstraße, 495 Meter) in eine insgesamt 1.234 Meter lange Begegnungszone über. In der Begegnungszone wurden Ladezonen, Behindertenstellplätze und Taxistandplätze eingerichtet.[15]

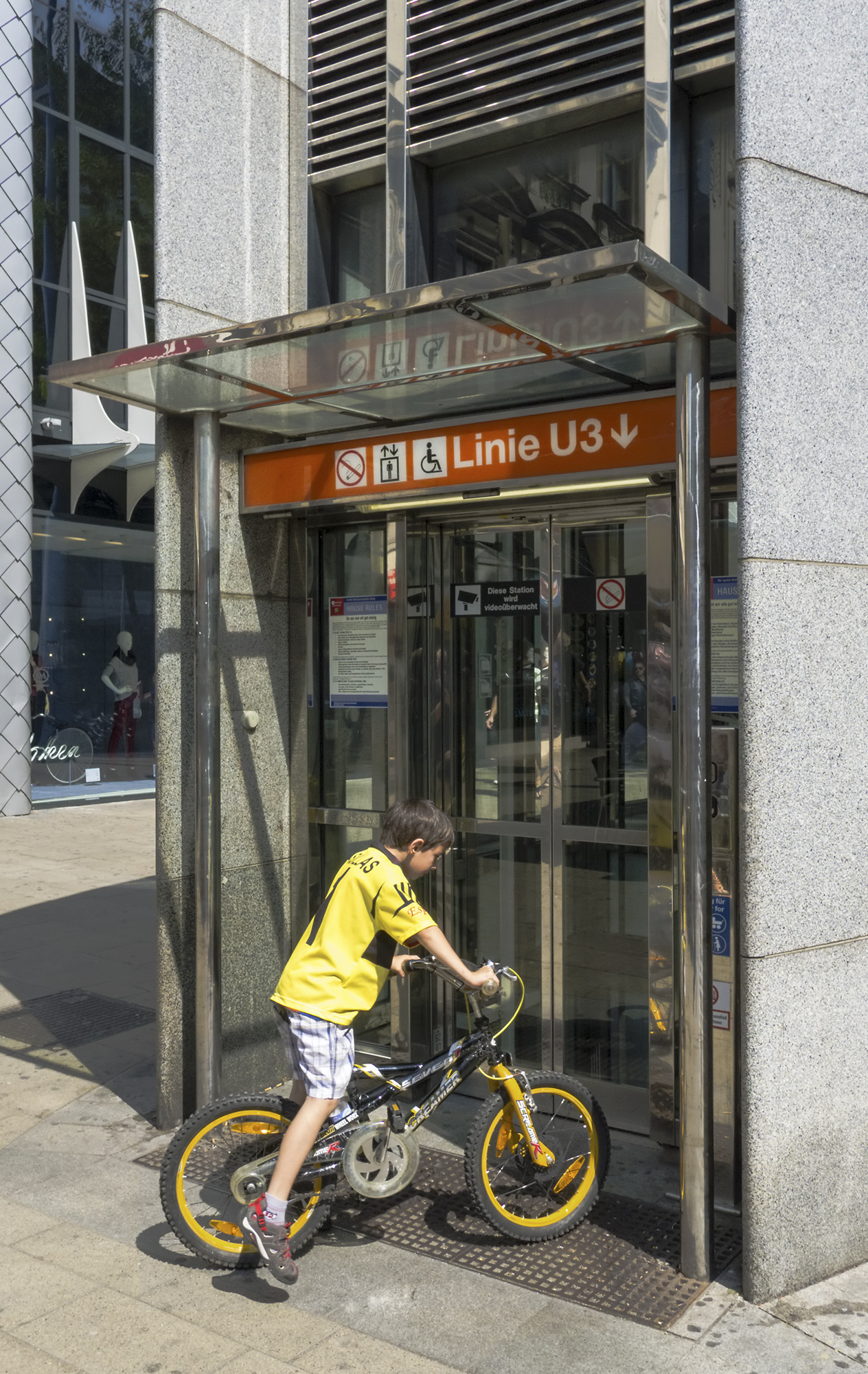
Lift zur U3-Station Zieglergasse
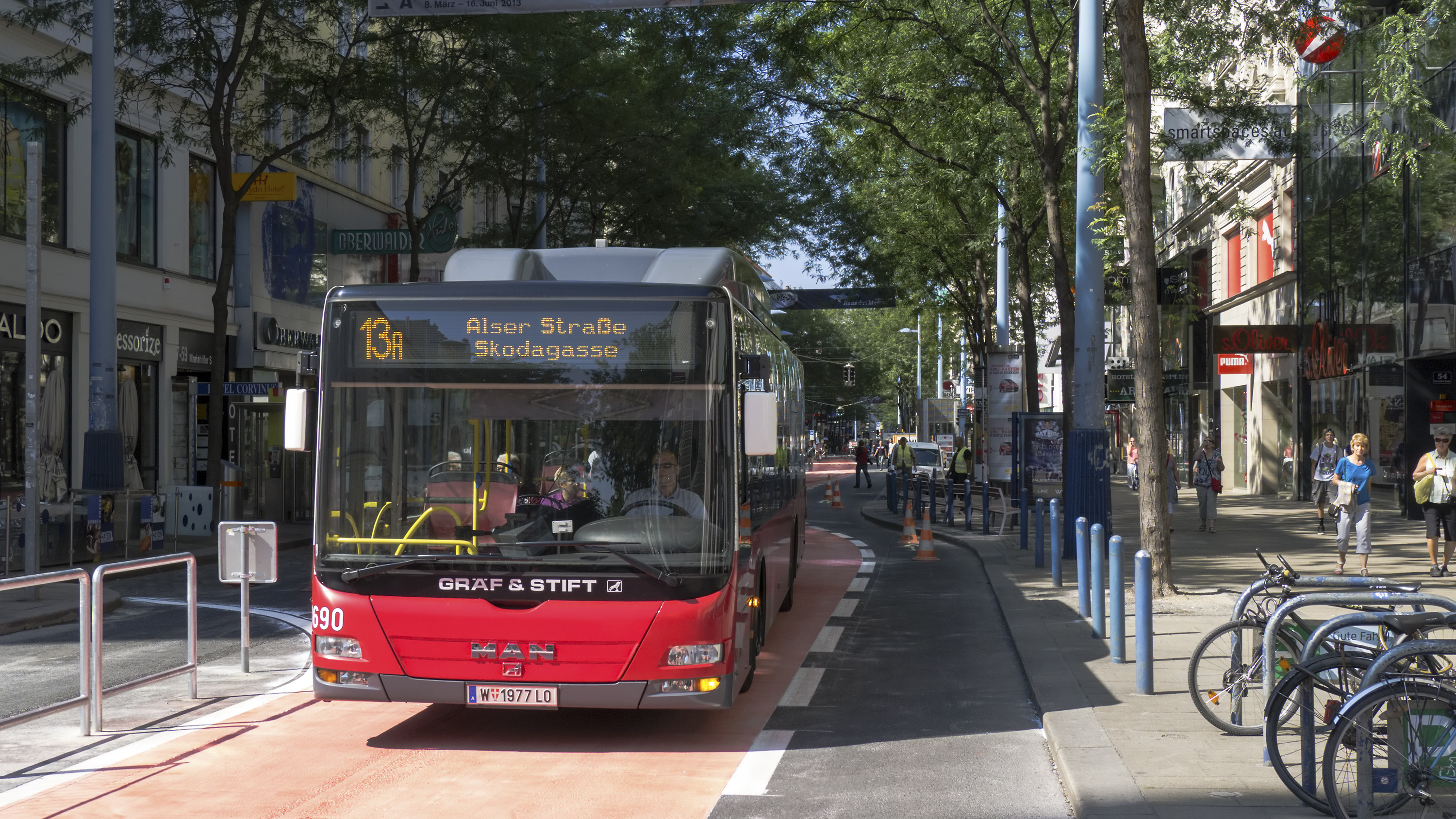
Autobus 13A in der Fußgängerzone (2013)
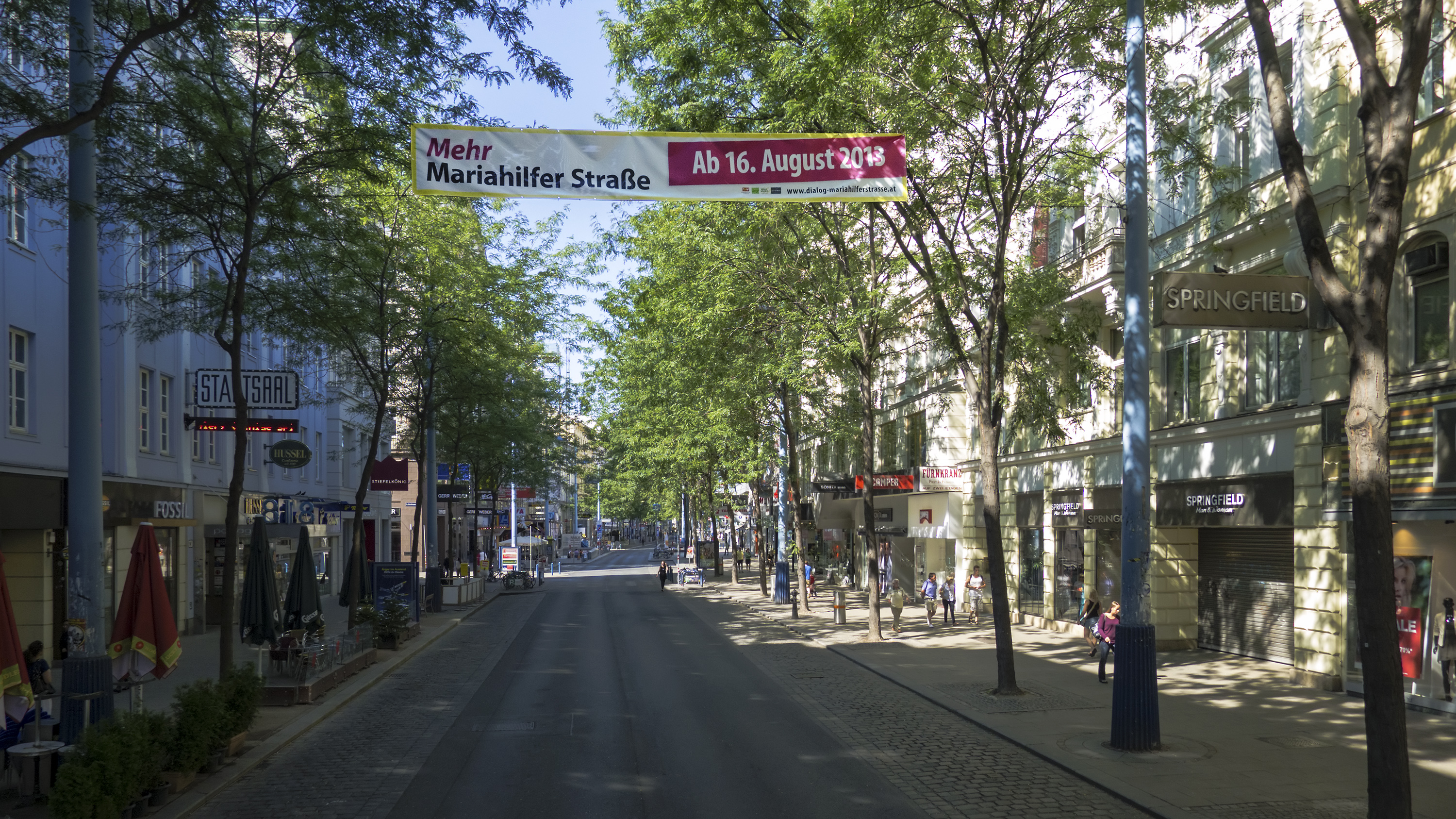
Die Fußgängerzone Mariahilfer Straße in der Testphase 2013

## Geschäfte und Einzelhandel

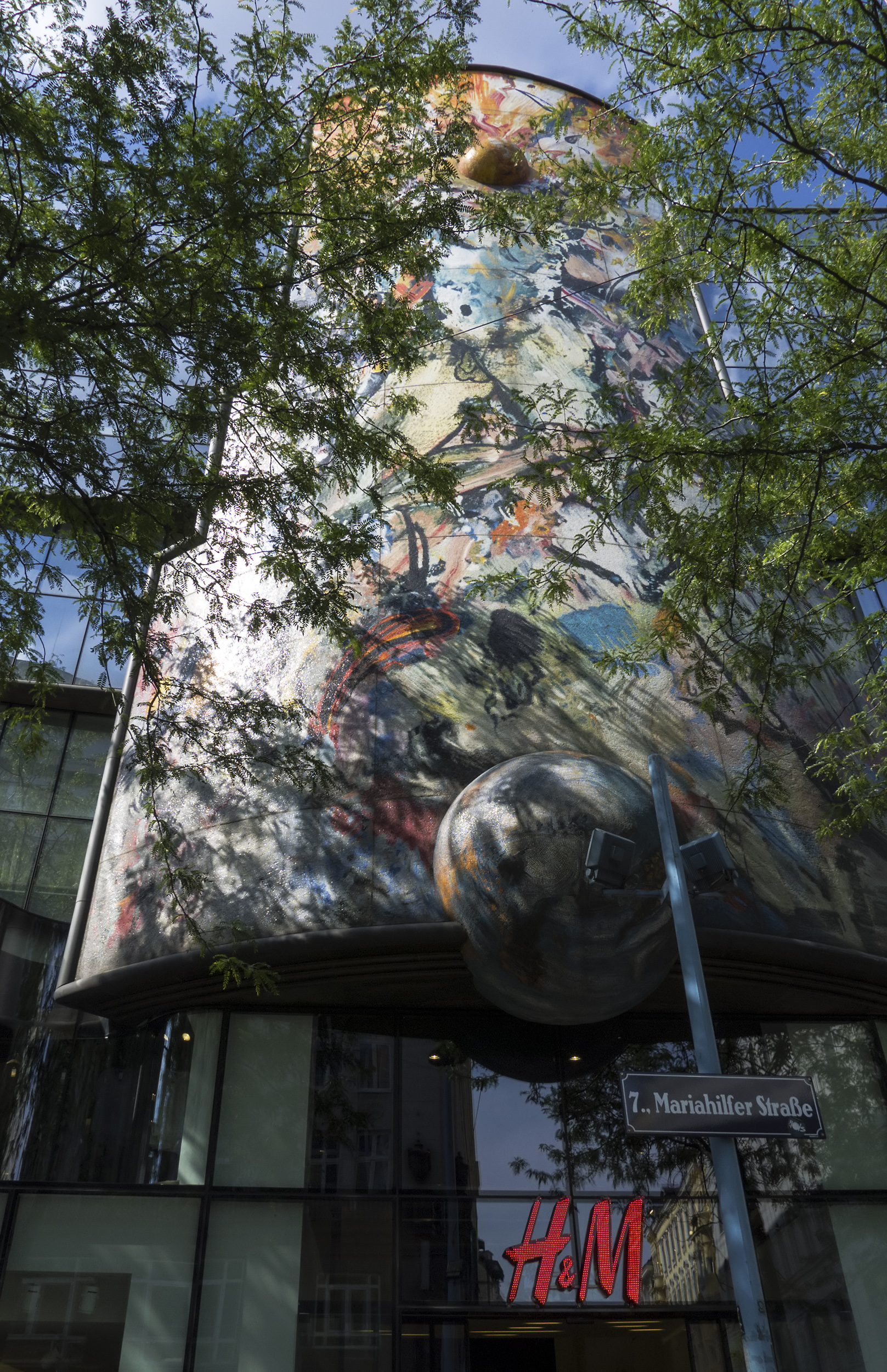
Von Christian Ludwig Attersee gestaltete Fassade des H&M-Store

Die innere Mariahilfer Straße war die Einkaufsstraße der k.u.k. Monarchie und ist heute noch eine der bedeutendsten Einkaufsstraßen Österreichs. Auch durch die Eröffnung des ersten Einkaufszentrums (des heute noch bestehenden Generali Centers) im Jahr 1968 schrieb die Mariahilfer Straße Wiener Einzelhandelsgeschichte. Derzeit liegen im gesamten Straßenzug zwei Einkaufszentren (Gerngross, Generali Center). Flächenmäßig ist sie mit einer Einzelhandelsverkaufsfläche von 178.000 m² laut einer Erhebung 2009 nur mit dem Geschäftsbesatz der Wiener City vergleichbar, die aber bei weitem nicht so eine kompakte Handelsdestination wie die Mariahilfer Straße darstellt. Nimmt man das „Goldene U“ (Kärntner Straße, (Stephansplatz / Stock-im-Eisen-Platz), Graben, Kohlmarkt) als Hauptgeschäftsstraße der City an, dann ist die Mariahilfer Straße mehr als dreimal so groß wie der zweitplatzierte Bereich Donauzentrum/Kagran. Auf den ersten Blick mag das Geschäftsflächen- (+10,8 % seit 2004) und das Verkaufsflächenwachstum (+13 % seit 2004) überraschen, da die Straße bereits 2004 dem Augenschein nach "voll" besetzt war. Insbesondere Flächenoptimierungen von Großflächen (P&C und Leiner) und die Nutzung in "zweiter Reihe" gelegener Flächenressourcen ermöglichten dieses Flächenwachstum.
Die Leerstandsquote beträgt derzeit 1,7 %, was einer Vollvermietung entspricht, da sich immer wieder Flächen im Um- oder Ausbau befinden (der Anteil kann bis zu 2 % betragen). Stark augenfällig ist weiters die starke Dominanz des Bekleidungsangebotes. 40 % der Flächen sind diesem Sortiment zugeordnet. Viele namhafte internationale Filialketten haben auf der Mariahilfer Straße ihre großflächigen Flagship Stores (H&M, P&C, C&A, Benetton etc.). Dies zeigt sich auch bei der Analyse der durchschnittlichen Shopgröße. Mit 287 m² je Shop sind die Shopgrößen noch vor dem Bereich Donauzentrum die großzügigsten und mehr als doppelt so groß wie der "durchschnittliche" Shop in Wiener Geschäftsstraßen.
Der Vielfalt an Geschäften zum Trotz verdankt die Mariahilfer Straße ihren Ruf als Geschäftsstraße vor allem mehreren Kaufhäusern.
Herzmansky

Erst durch den Zukauf und die damit verbundene Erweiterung des im Jahr 1897 in der Stiftgasse eröffneten größten Textilhauses der Monarchie kam das Kaufhaus mit seiner bewegten Geschichte zu seiner Adresse an der Mariahilfer Straße. Der Geschäftsgründer August Herzmansky erlebte die Eröffnung jedoch nicht mehr.
Am 4. März 1998 eröffnete in dem Gebäude das erste Weltstadthaus der Düsseldorfer Modekette Peek & Cloppenburg.
Gerngross

Alfred Gerngroß, ein ehemaliger Mitarbeiter von August Herzmansky, eröffnete im Jahr 1879 ein eigenes Stoffgeschäft und wurde so der schärfste Konkurrent seines Ex-Chefs.
Ehemaliges Warenhaus Stafa

Das jüngste der drei Kaufhäuser war das Stafa-Haus, das am 18. August 1911 am Geburtstag von Kaiser Franz Joseph I. eröffnet wurde. Noch heute gehört der Rundbau mit dem Reliefschmuck von Anton Hanak zu den auffälligsten Gebäuden an der Mariahilfer Straße. Der Name Stafa leitete sich von der Staatsangestellten-Fürsorge-Anstalt ab. Im Jahr 2015 wurde das Gebäude wieder umgebaut, es enthält nun ein Fachgeschäft für Heimtextilien und Bettwaren sowie ein Hotel.
Einkaufszentrum am Westbahnhof

Das Einkaufszentrum befindet sich am Europaplatz auf der Seite zu Rudolfsheim im Untergeschoß des Westbahnhofes.

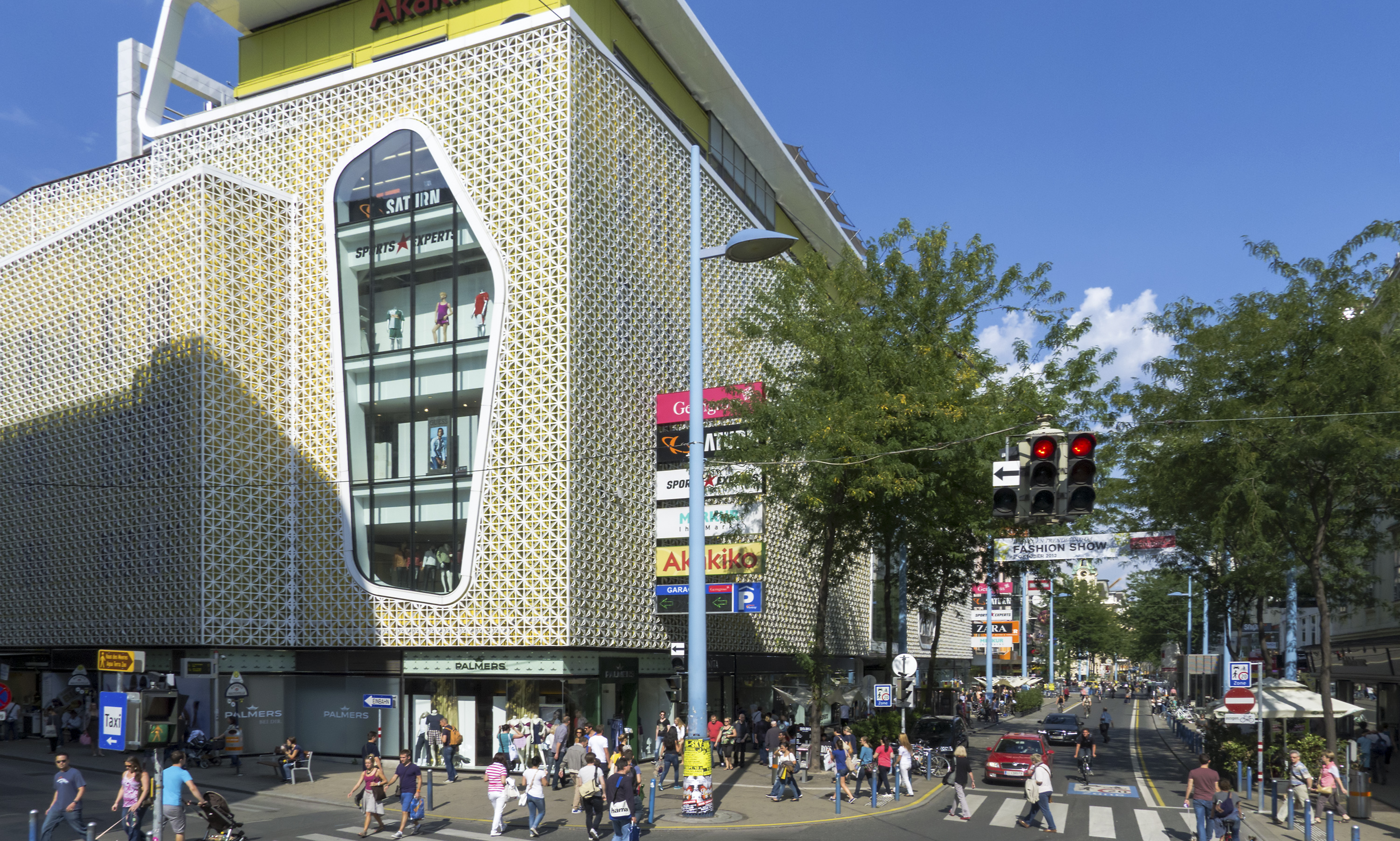
Kaufhaus Gerngross
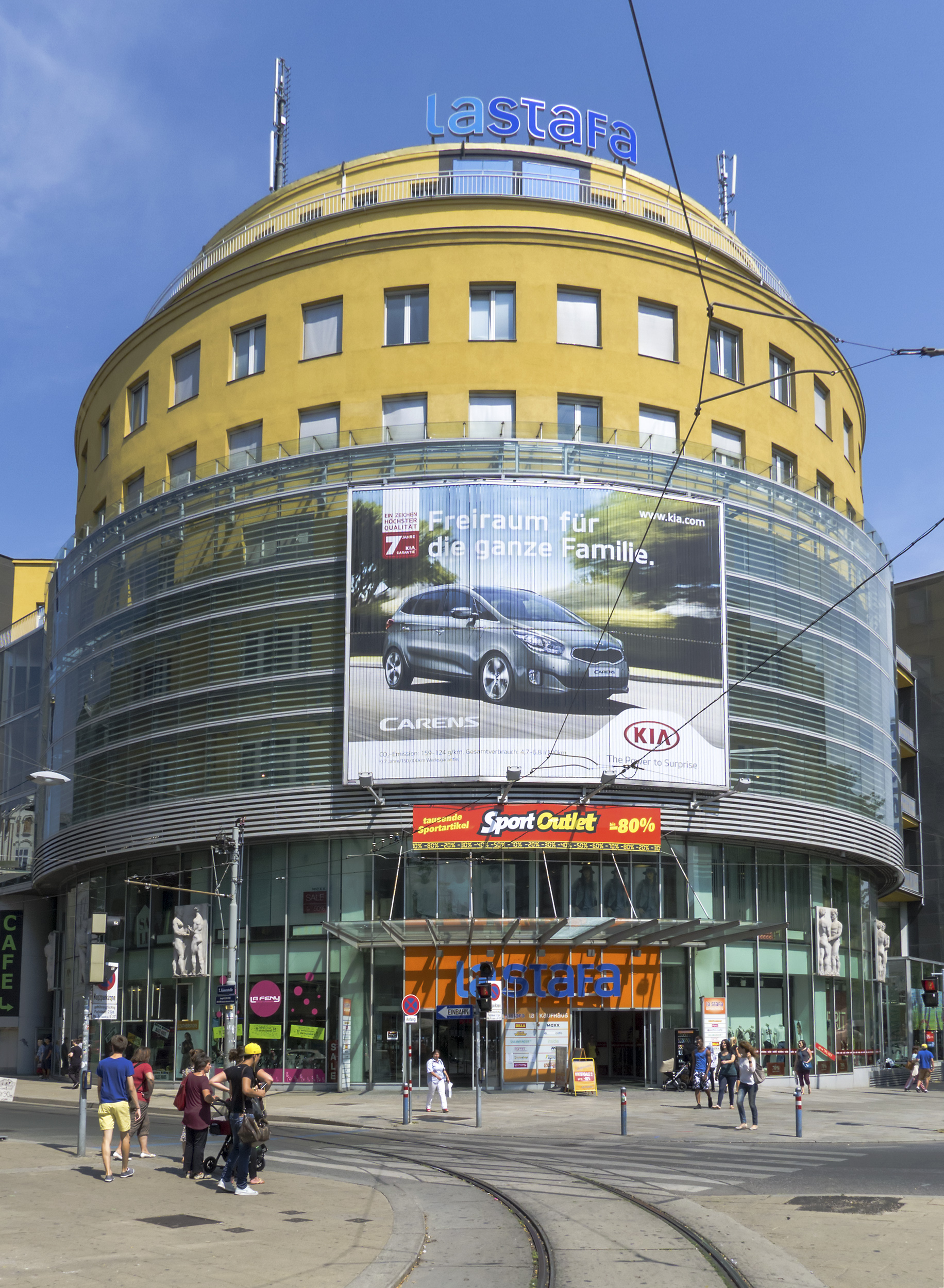
Ehemaliges Kaufhaus Stafa
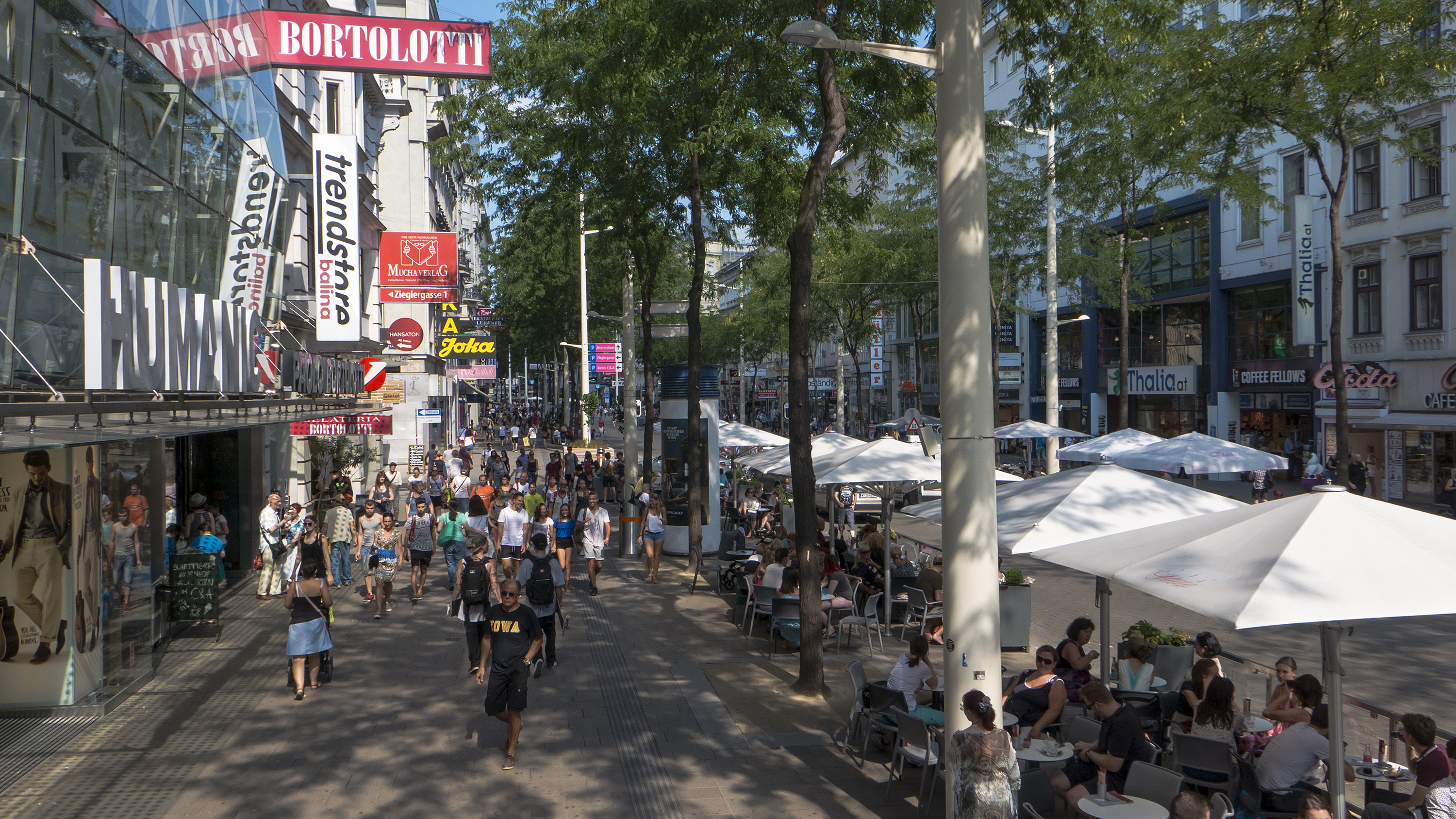
Shopping auf der Mariahilfer Straße

## Passagen
Schulhofpassage

Die Schulhofpassage im 6. Bezirk ist ein durch mehrere Innenhöfe führender öffentlicher Durchgang, der die in der Schmalzhofgasse endende Hirschengasse mit dem Haus Mariahilfer Straße 101 verbindet. Die Hinterhöfe des alten Bürgerhauses, durch die die Passage führt, beherbergten einst Druckereien und verschiedene Manufakturen, die zu Beginn des 20. Jahrhunderts das Stadtbild von Mariahilf prägten und die teilweise bis heute bestehen. Die Hofkette ist nachweisbar seit 1914 öffentlich begehbar, heute findet man hier diverse kleine und kreative Firmen, wie z. B. Architektenbüros, Tonstudios oder Telekommunikations- und IT-Betriebe. Das Haus am anderen Ende der Passage, in der Windmühlgasse, wurde erst 1863 gebaut, aber in der Fassade angeglichen.
Raimundhof

Der Raimundhof ist ein sich ebenfalls im 6. Bezirk befindender Durchgang, der durch fünf Häuser und vier Innenhöfe führt und die in der Windmühlgasse endende Stiegengasse mit der Mariahilfer Straße verbindet. In der Passage findet man kleine Schuhmanufakturen, Frisöre, Restaurants, aber auch Büros und Bars. Namensgebend für den Raimundhof war der Schriftsteller Ferdinand Raimund, der 1790 im noch heute bestehenden Haus Zum goldenen Hirschen (Mariahilfer Straße 45) geboren wurde. An dem mittlerweile renovierten Haus wurde nach Raimunds Tod eine Gedenktafel angebracht.

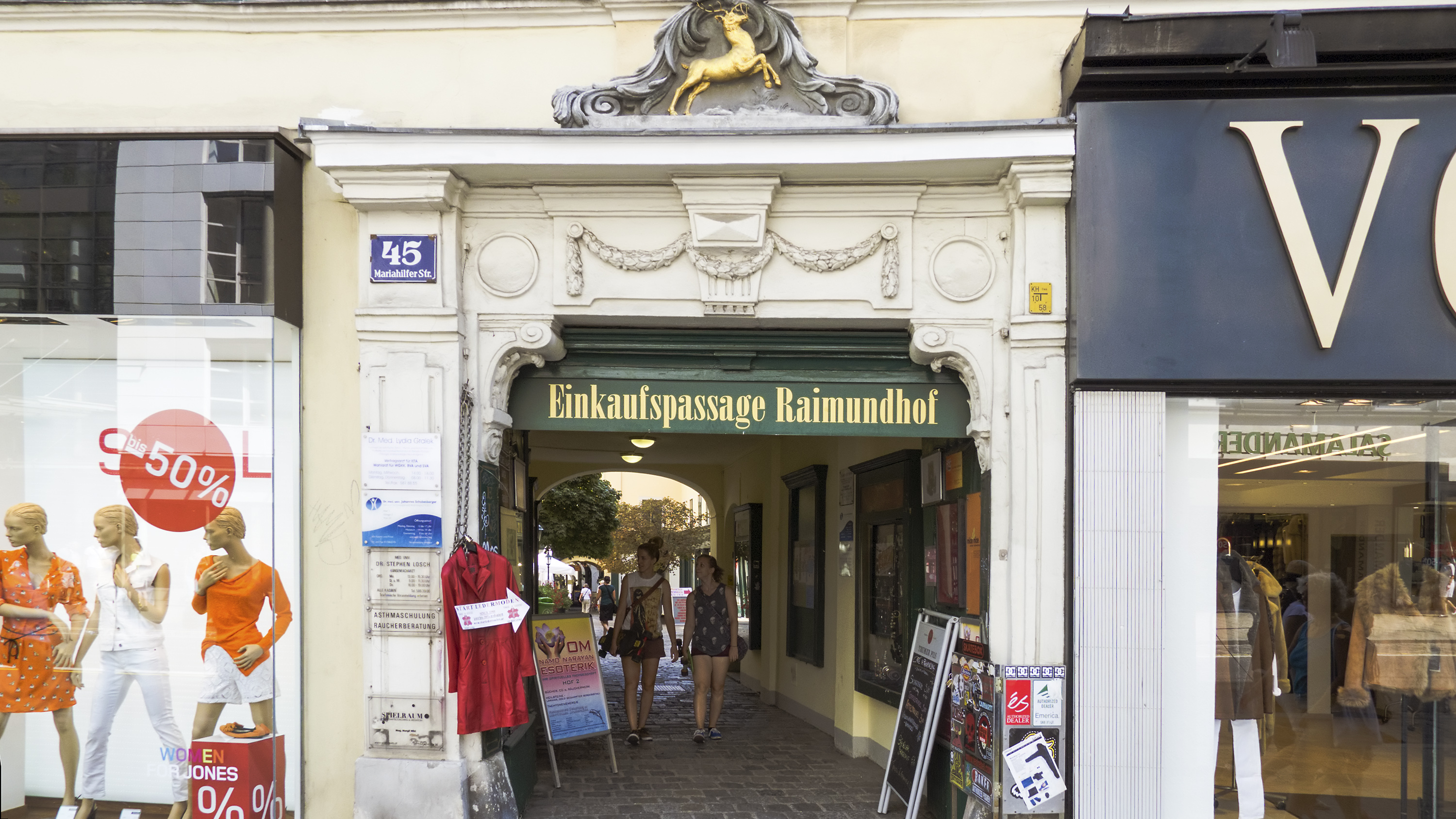
Raimundhof „Zum goldenen Hirschen“, Eingang
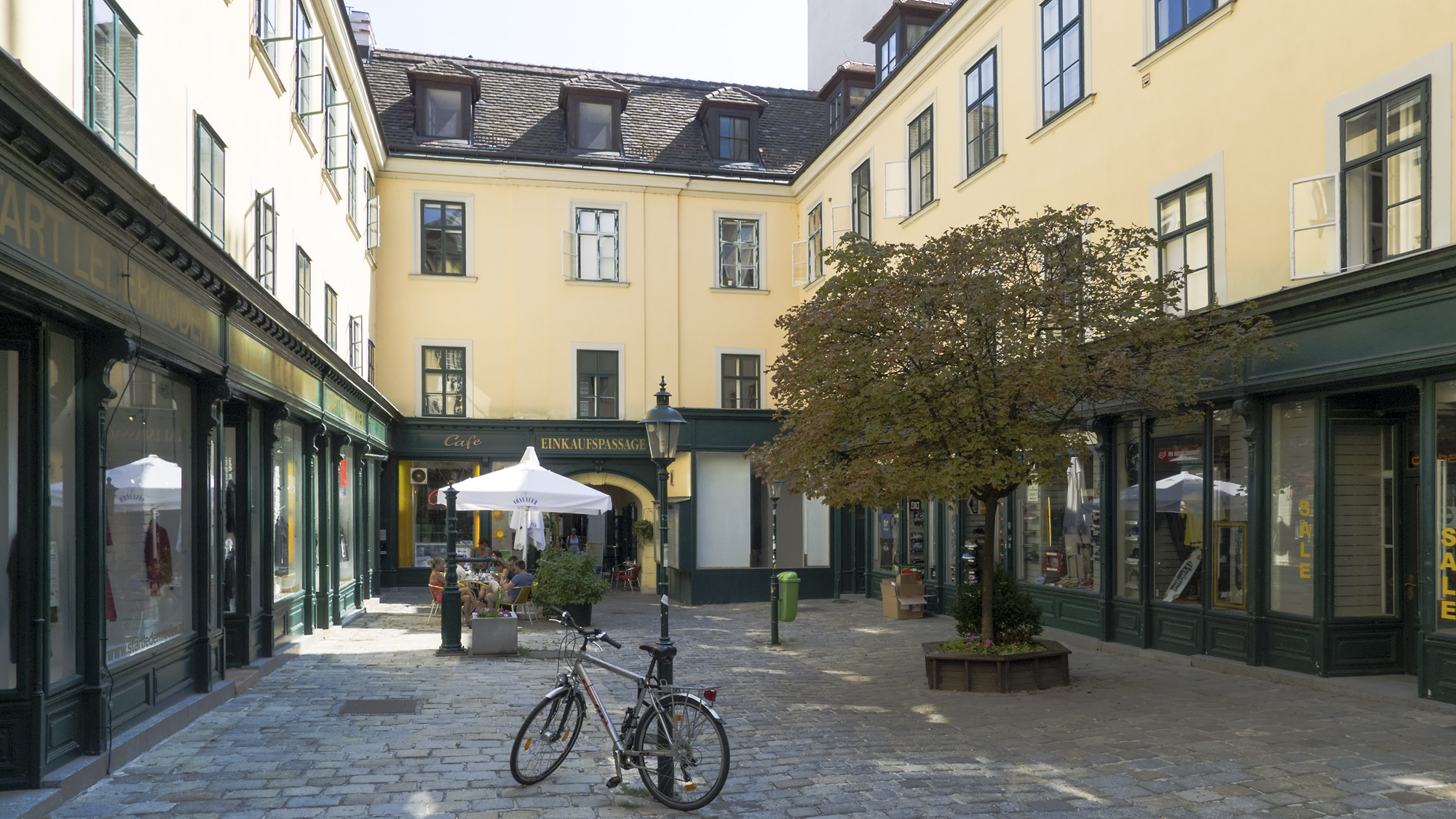
Raimundhof, 1. Hof
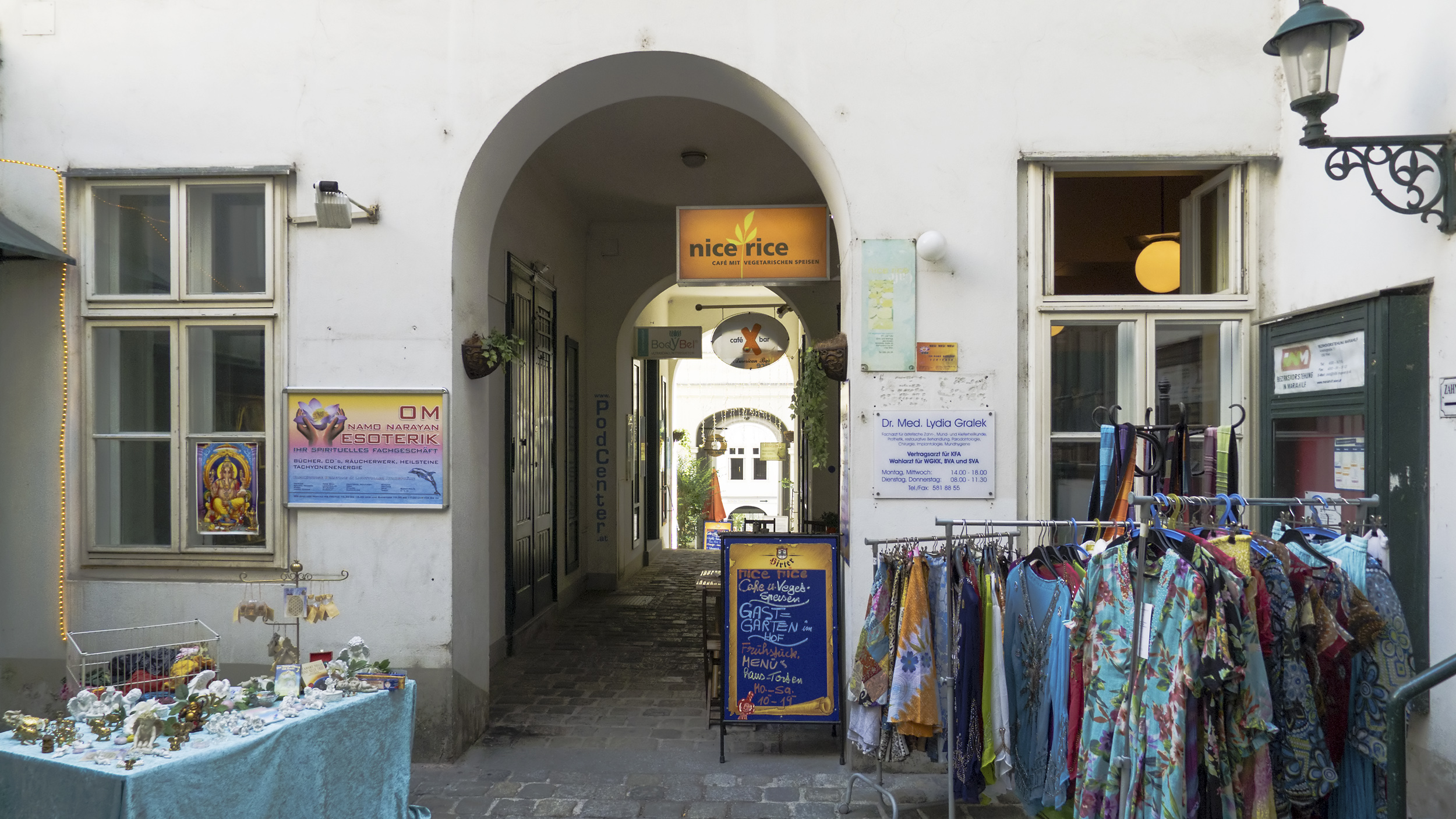
Raimundhof, 2. Hof
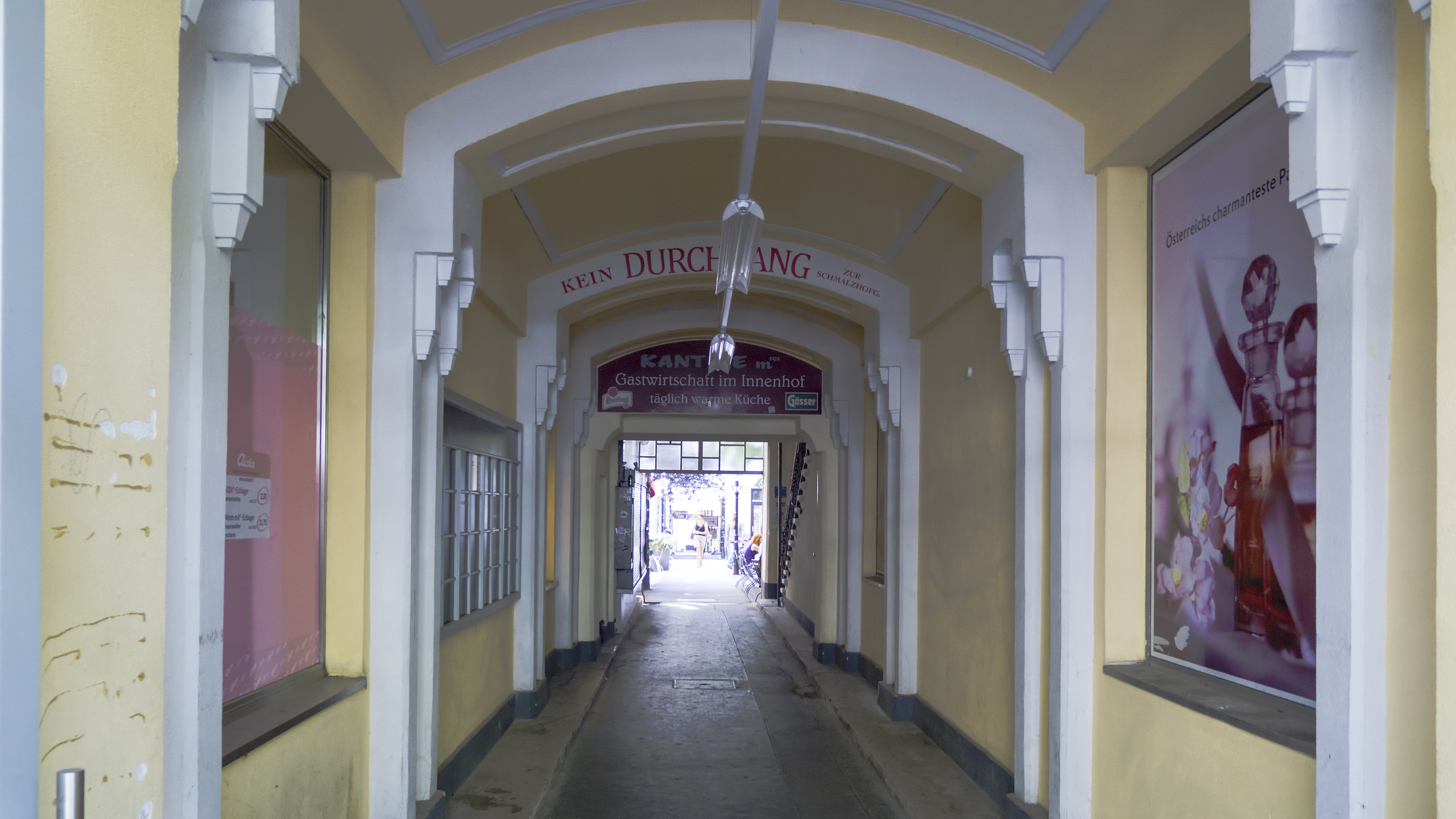
Schulhofpassage, Eingang
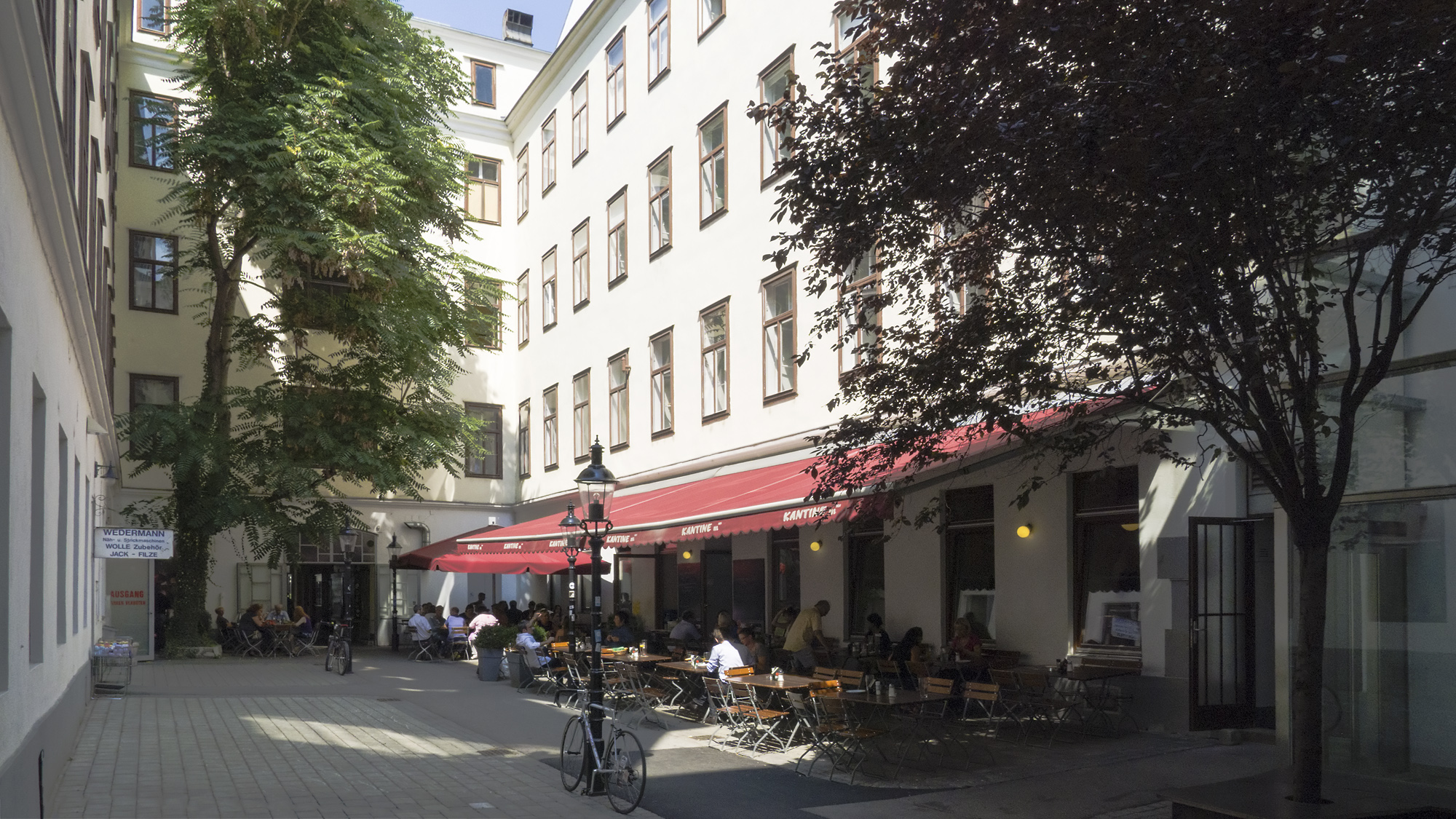
Schulhofpassage, 1. Hof

## Bauwerke
Rahlstiege (zwischen Nr. 1a und 1b)

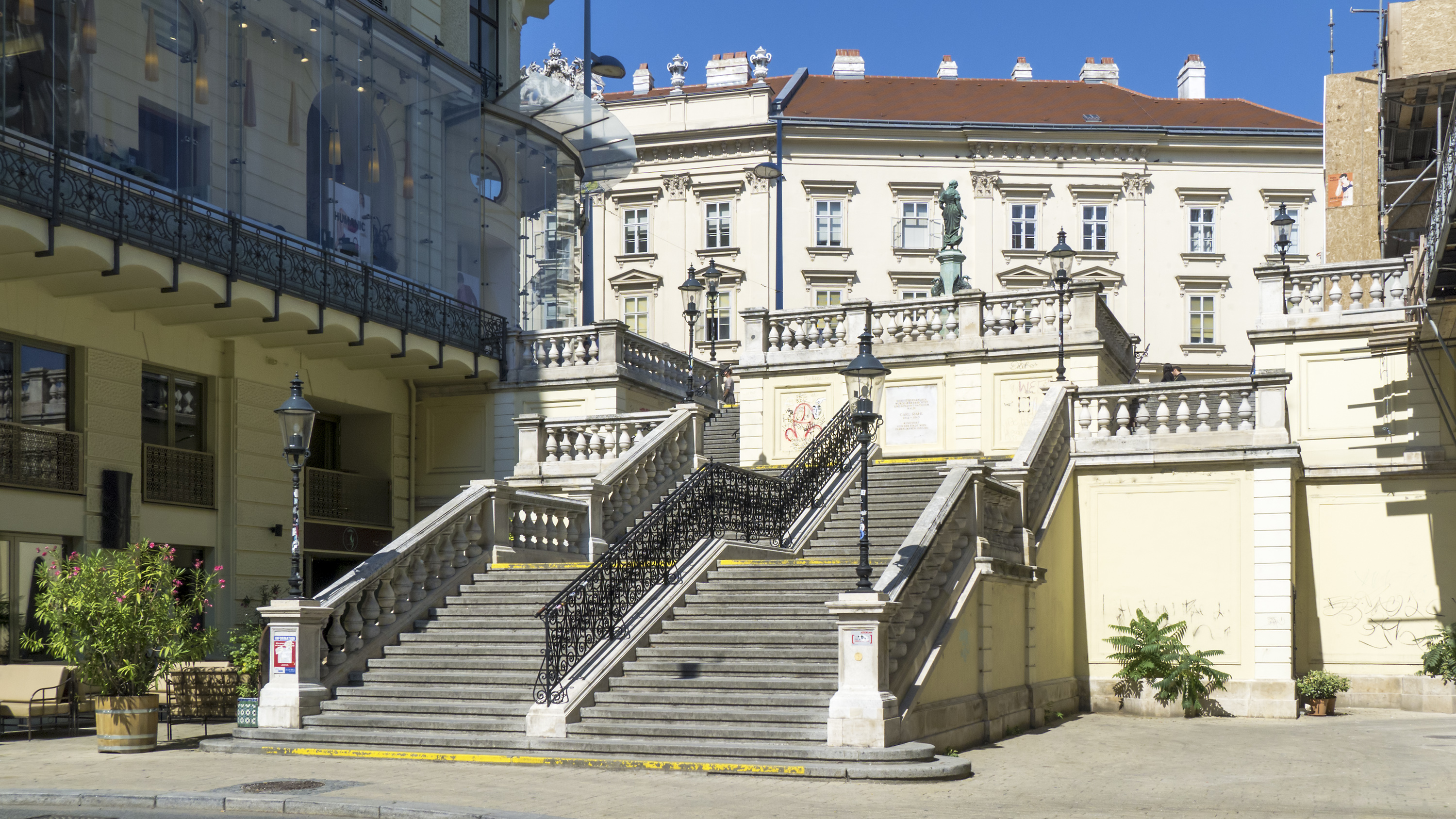
Rahlstiege

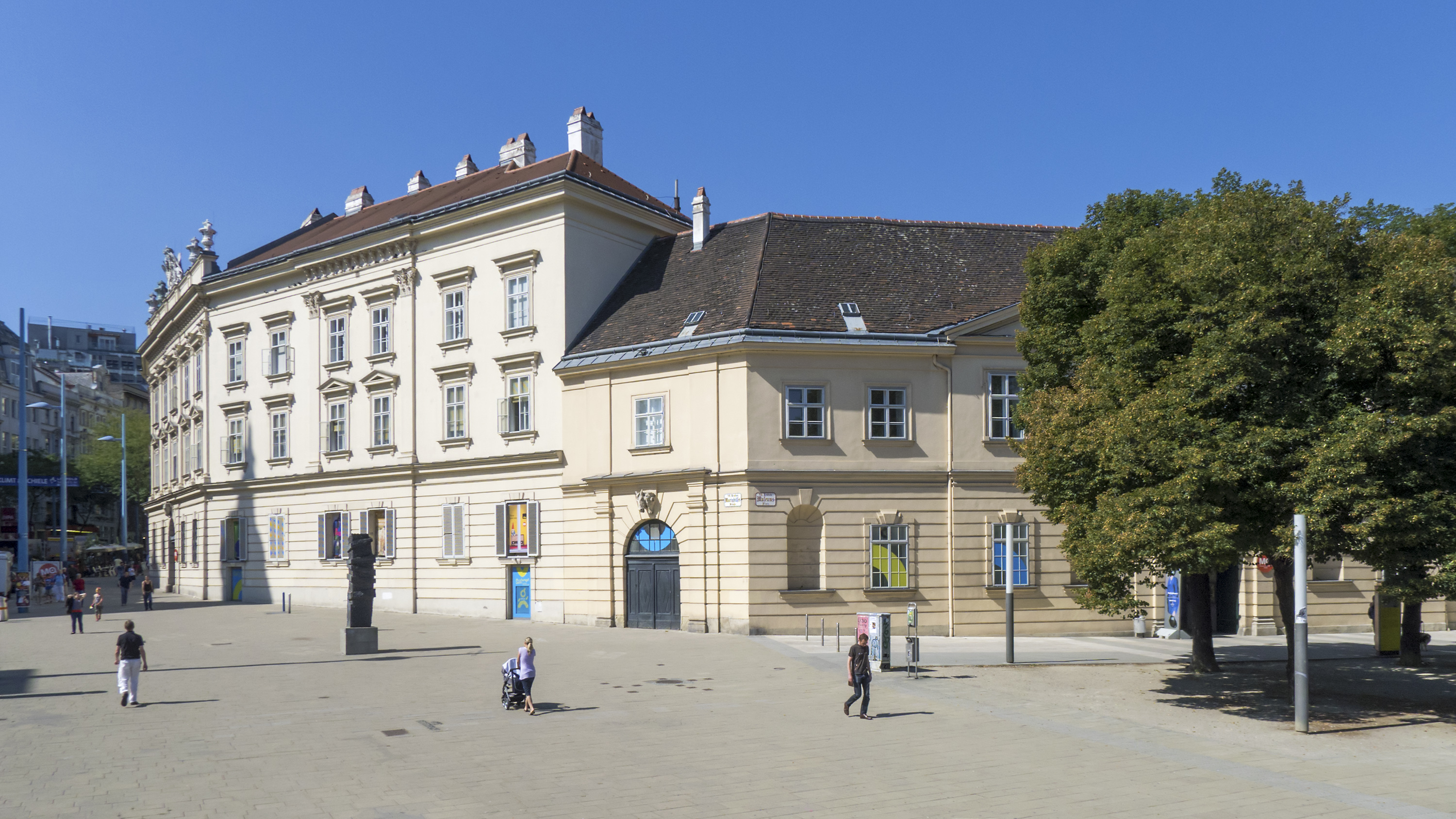
Museumsquartier

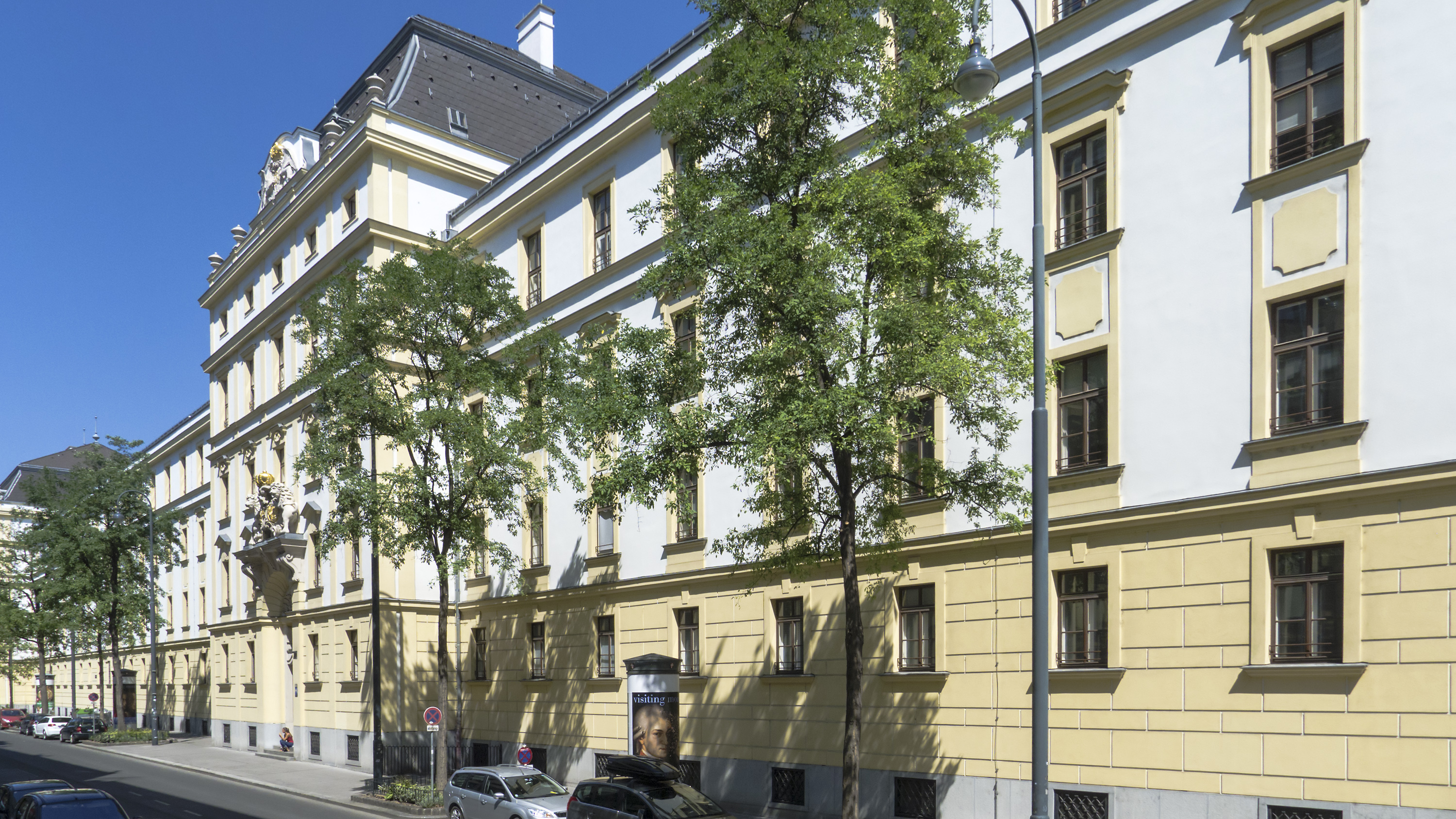
Stiftskaserne

Die Rahlstiege überwindet eine Höhendifferenz von ungefähr 6,5 Metern zwischen der Mariahilfer Straße und der Rahlgasse im 6. Bezirk. Am oberen Ende der Stiege wurde 1886 der Gänsemädchenbrunnen von Anton Paul Wagner aufgestellt. Die ursprünglich geschlossene Unterkonstruktion der Rahlstiege wurde durch einen Umbau 1933 für Lagerräume geöffnet. Von 1985 bis 1986 wurde die Stiege renoviert.
Hofstallungen (Museumsquartier) (Nr. 2)

Das Hofstallgebäude wurde 1725 von Joseph Emanuel Fischer von Erlach errichtet. Ab 1921 wurde das Areal als „Messepalast“ für Ausstellungen genutzt, seit 2001 beherbergt es das Wiener MuseumsQuartier. In dem an der Mariahilfer Straße gelegenen Bauteil befinden sich das Dschungel Wien – Theaterhaus und das ZOOM Kindermuseum. Im Bereich der Hofstallungen befindet sich eine denkmalgeschützte Johannes-Nepomuk-Statue.
Stiftskaserne (Nr. 22–24)

Die Geschichte der Stiftskaserne begann mit einer Stiftung des Johann Konrad Richthausen von Chaos im Jahr 1663 zugunsten von Findel- und Waisenkindern. Ab dem 18. Jahrhundert wurde das Gebäude umgebaut und dient seither der militärischen Nutzung. Heute befindet sich hier u. a. die Landesverteidigungsakademie, die Österreichische Militärbibliothek sowie das Kommando und Teile des Führungsunterstützungszentrums. Der im Areal der Stiftskaserne stehende Flakturm ist als Notfall-Bunker der österreichischen Staatsspitze eingerichtet; die Stiftskaserne ist über einen geheimen Tunnel mit der Hofburg verbunden. Berechtigte können außerdem im Krisenfall die Stiftskaserne unterirdisch mit der U-Bahn-Linie 3 erreichen: Ein Betriebsgleis der U3 endet unter dem Hof der Kaserne, wo ein Ausgang hinauf zum Nordflügel führt.
Stiftskirche (bei Nr. 24)

Der korrekte Name der Stiftskirche an der Mariahilfer Straße ist kaum bekannt: Wiener Militär-Garnisonskirche zum Heiligen Kreuz. Erbaut wurde sie im Jahr 1739, vermutlich nach einem Entwurf von Joseph Emanuel Fischer von Erlach. Zwischen 1785 und 1799 wurde sie als Militärdepot genutzt. Erst seit 1921 dient sie wieder als Garnisonskirche.
Mariahilfer Kirche (zwischen Nr. 55 und 57)

Die Mariahilfer Kirche wurde ab 1656 errichtet und 1660 geweiht. Ab 1715 wurde sie umgestaltet, erhielt eine neue Fassade und die heutigen Türme. Das Gnadenbild Gnadenbild Mariahilf wurde am 14. August 1689 von Kardinal Leopold Karl von Kollonitsch gemeinsam mit dem Kaiserhaus und rund 30.000 Gläubigen in die Kirche gebracht. Das Bild war namensgebend für die Mariahilfer Kirche, die Mariahilfer Straße und den 6. Bezirk Mariahilf.
In der Krypta der Kirche ist eine Betreuungsstelle für Obdachlose untergebracht, die unter dem Namen Die Gruft bekannt ist.
WC-Anlage (bei Nr. 75)

An der Kreuzung mit der Amerlingstraße befindet sich eine unterirdische WC-Anlage, die unter Denkmalschutz steht. Die Toilettenanlage wurde 1913 durch den Unternehmer Wilhelm Beetz, der ein Patent für geruchsarme WC-Anlagen erworben hatte, aufgrund eines Vertrags mit der Stadt Wien errichtet. Der Eingangsbereich und die Holzverkleidungen mit eingesetzten Glasfenstern sind in Formen des Jugendstils gestaltet. Dank der ebenfalls mit WC-Anlagen ausgestatteten U-Bahn-Stationen ist die innere Mariahilfer Straße gut mit Sanitäreinrichtungen versorgt.
Generali-Center (Nr. 77)

Das Generali-Center wurde 1973 von der Generali Lebensversicherung als Büro- und Einkaufsgebäude errichtet. 1990 wurde das Haus vom Architekten Heinz Neumann grundlegend umgestaltet. Es enthält jetzt 24 Geschäfte mit 4.100 m² Verkaufsfläche sowie 7.500 m² Bürofläche.
Hofmobiliendepot (Nr. 88 und Andreasgasse 7)

Das Hofmobiliendepot wurde 1747 von Maria Theresia als Möbeldepot gegründet und ist heute eines der größten Möbelmuseen der Welt. Der Eingang zur Bundesimmobilien-Verwaltung befindet sich in der Mariahilfer Straße 88, das Museum in der Andreasgasse 7.
Westbahnhof (bei Nr. 130)

Der Westbahnhof am Europaplatz ist der Kopfbahnhof der österreichischen Westbahn. Zwar liegt er nicht direkt an der Mariahilfer Straße, wird aber zu deren Bauwerken gezählt. Der derzeitige, unter Denkmalschutz stehende Bau wurde 1951 eröffnet und 2008–2011 renoviert. In den Jahren 2012 und 2013 wurde er zum schönsten Bahnhof Österreichs gewählt.
Schwendermarkt (gegenüber Nr. 190–192)

Die Gemeinde Braunhirschen erhielt 1833 die Erlaubnis, einen täglichen Viktualienmarkt anzuhalten, der rasch zu einem zentralen Markt für die Umgebung wurde. Im Zuge der Regulierung der Mariahilfer Straße wurde er umgebaut, und in der Folge noch etliche Male umgestaltet, zuletzt 2002. Der Name Schwendermarkt bezieht sich auf die Schwendergasse, und diese auf den Unternehmer Carl Schwender (1809–1866). Schwender gründete in Braunhirschen nacheinander ein Kaffeehaus, ein Sommer-Restaurant, eine Bierhalle und schließlich das große Vergnügungsetablissement Schwenders Kolosseum.
Straßenbahnremise Rudolfsheim (Schwendergasse 53–55 und Zollernsperggasse 1)

Die beiderseits der Mariahilfer Straße an der Abzweigung der Linzer Straße gelegenen drei Fahrzeughallen der Wiener Linien sind der verbleibende Überrest des einst umfangreichsten Betriebsbahnhofes der Wiener Straßenbahn, der sich ursprünglich bis zur Sechshauser Straße erstreckte. Die Hallen 1 und 2 stehen unter Denkmalschutz (Listeneintrag). Sie haben basilikalen Querschnitt, sind mit Sichtziegelfassaden gestaltet und haben eine offene Dachkonstruktion aus Fachwerkbindern mit Eisenstützen und Zugbändern. Die westliche Halle entstand 1901/02 (teilweise auf älteren Umfassungsmauern einer Pferdebahnremise), die östliche 1902/03.
Technisches Museum (Nr. 212)

Das Technische Museum wurde 1918 eröffnet und präsentiert nach mehrjährigen Renovierungs- und Umbauarbeiten Einblicke in die Welt der Technik. Das Museum war eines der ersten repräsentativen Stahlbetongebäude in Österreich, wurde jedoch dem Zeitgeschmack entsprechend mit einer historisierenden Fassade gestaltet.

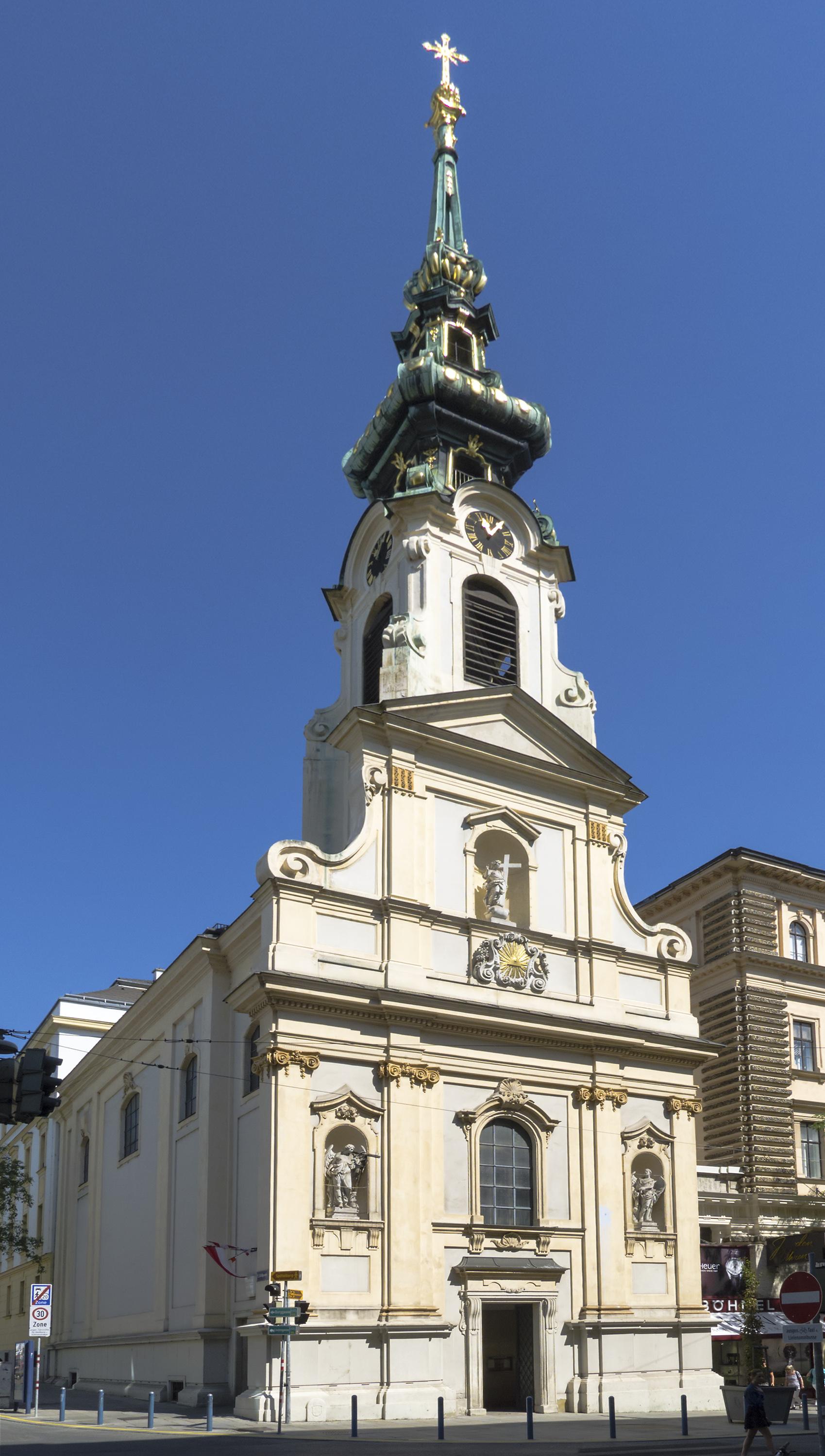
Stiftskirche
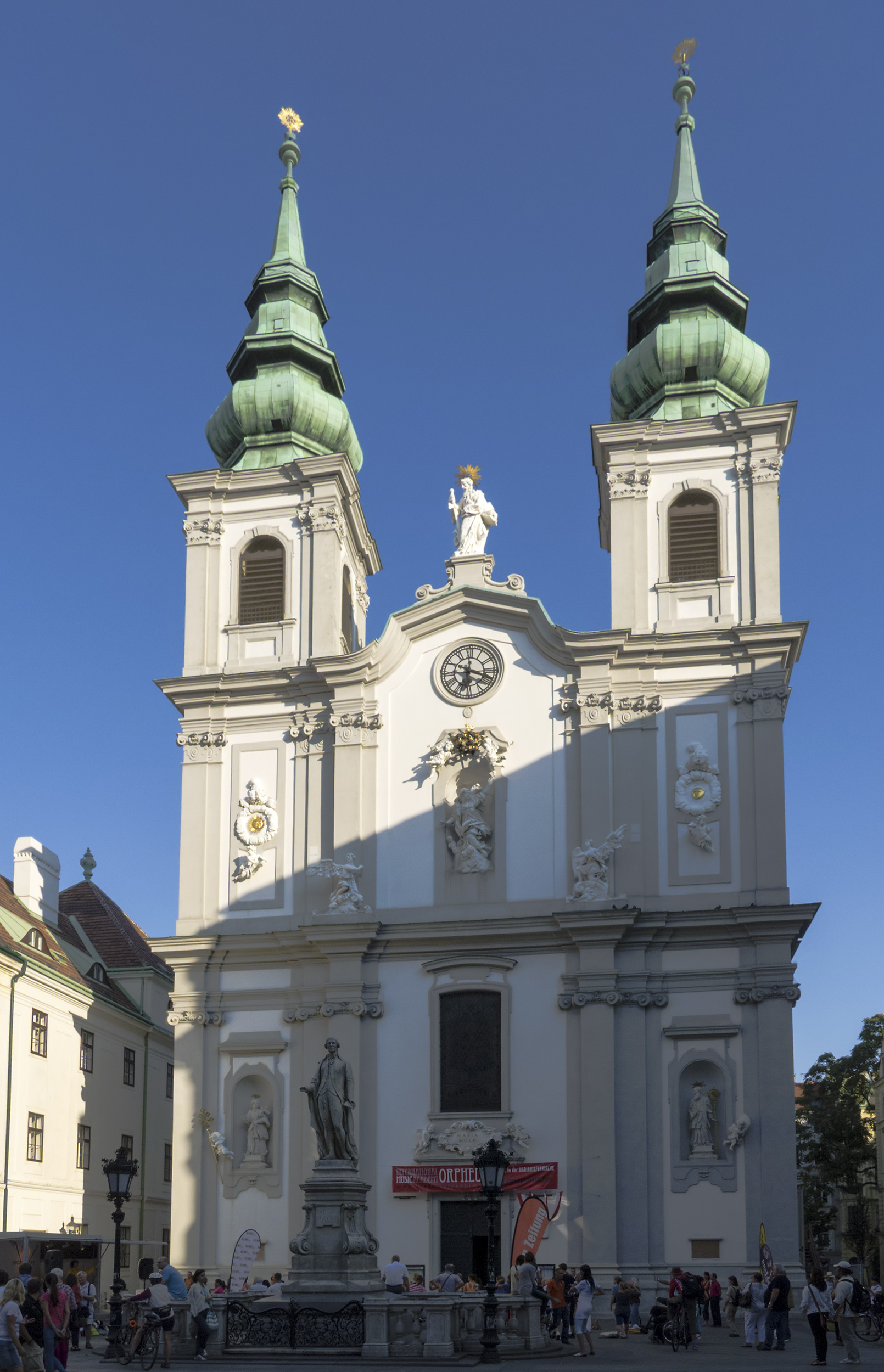
Mariahilfer Kirche
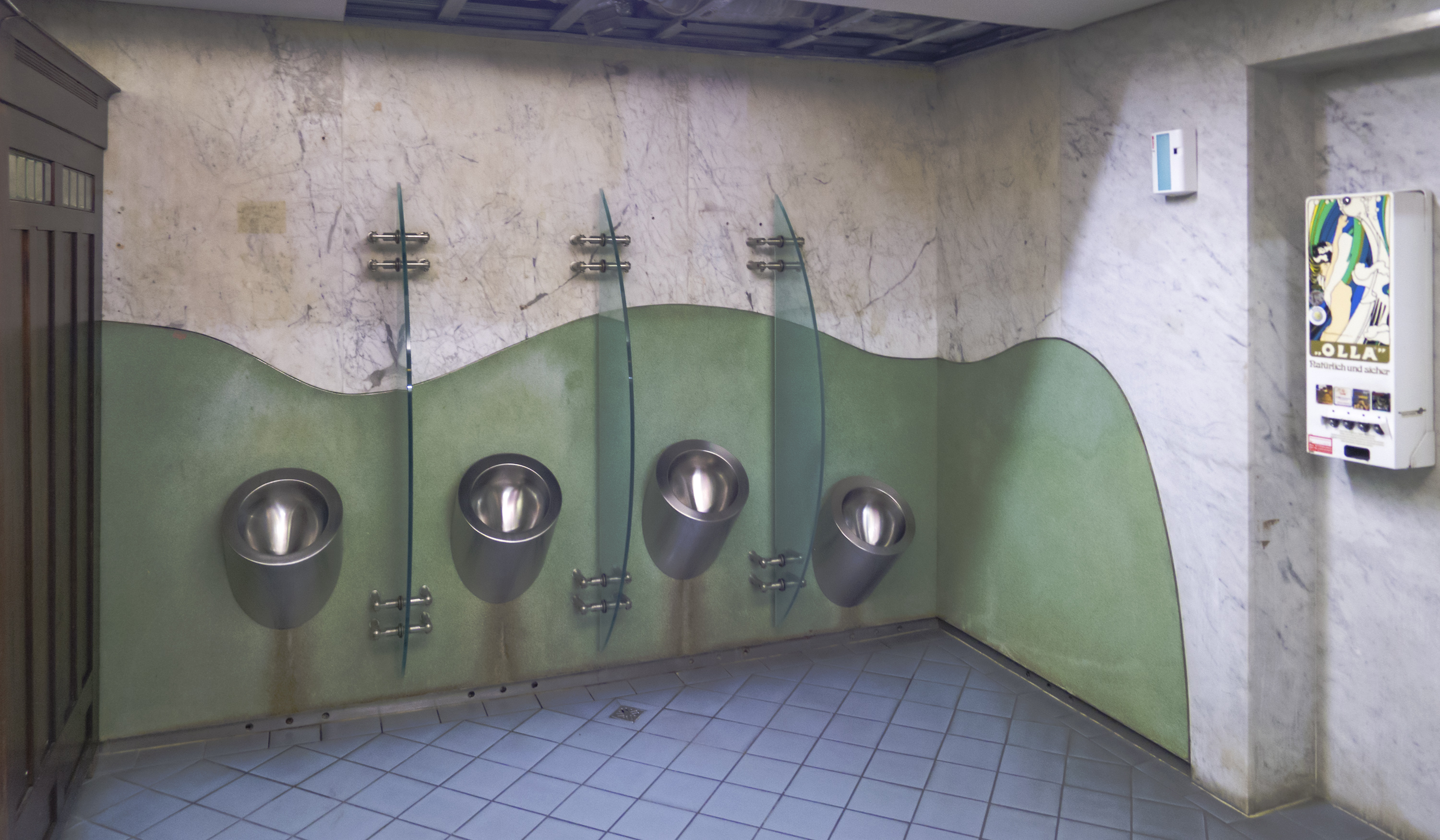
WC-Anlage
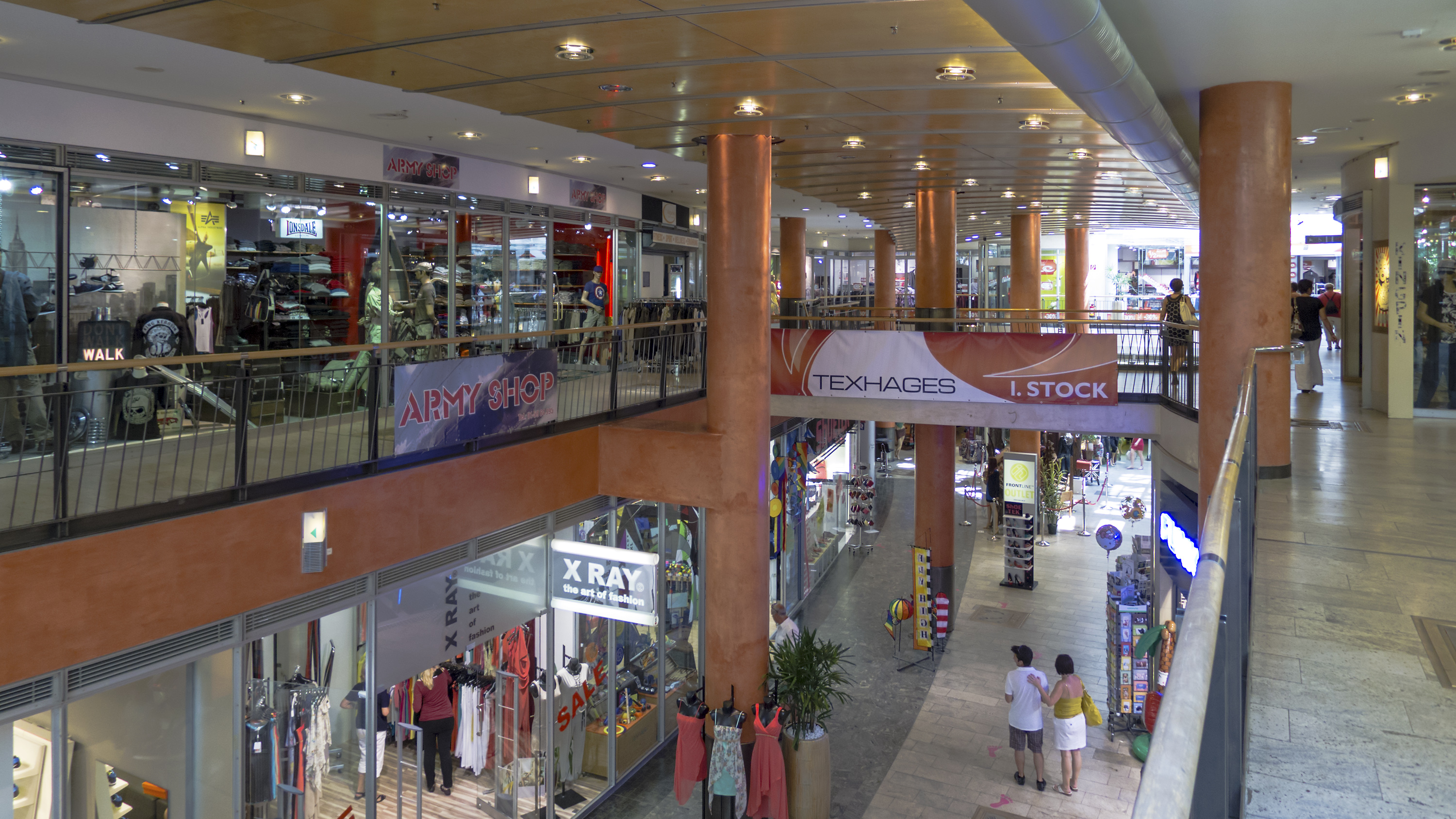
Generali-Center
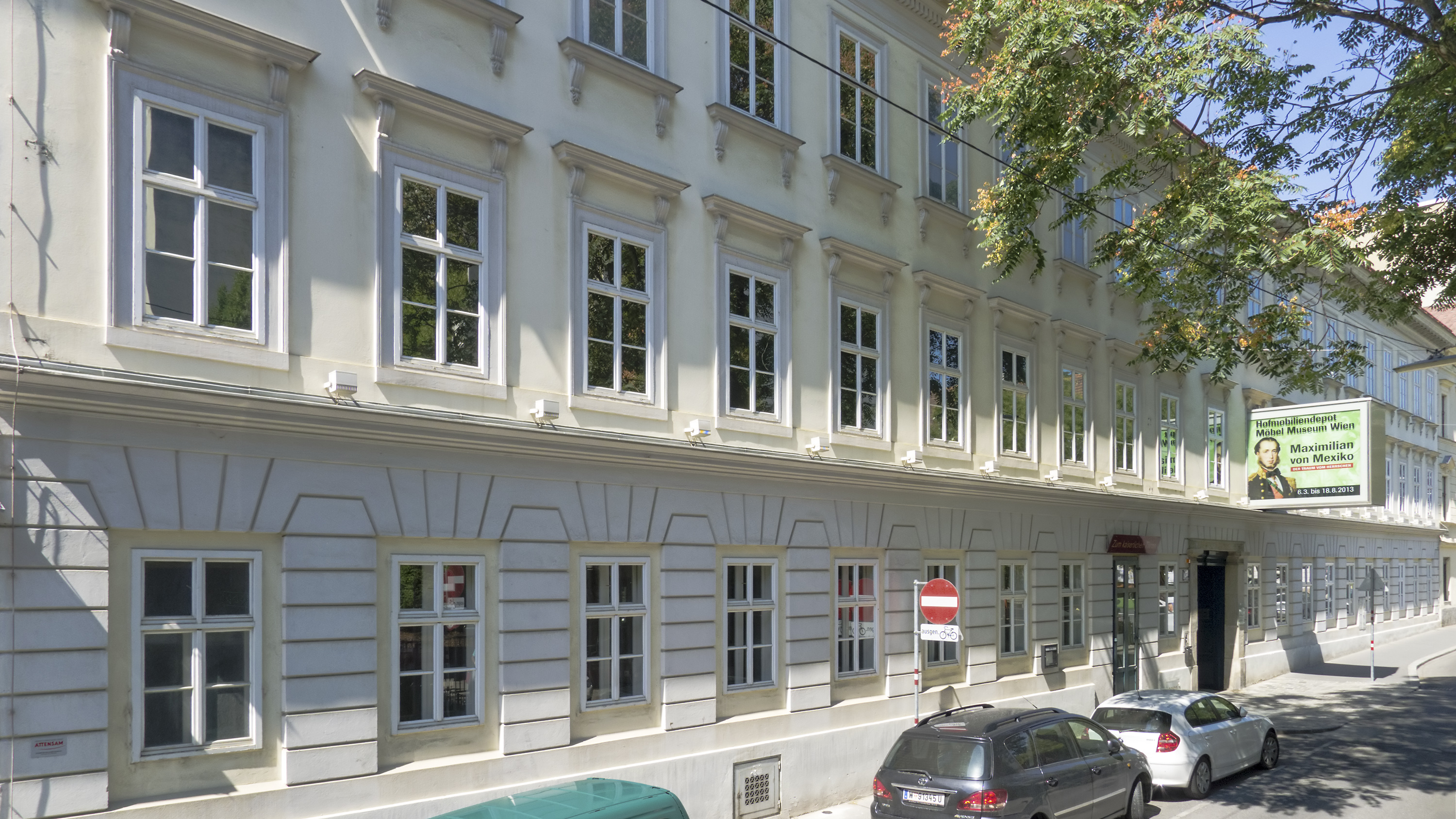
Hofmobiliendepot
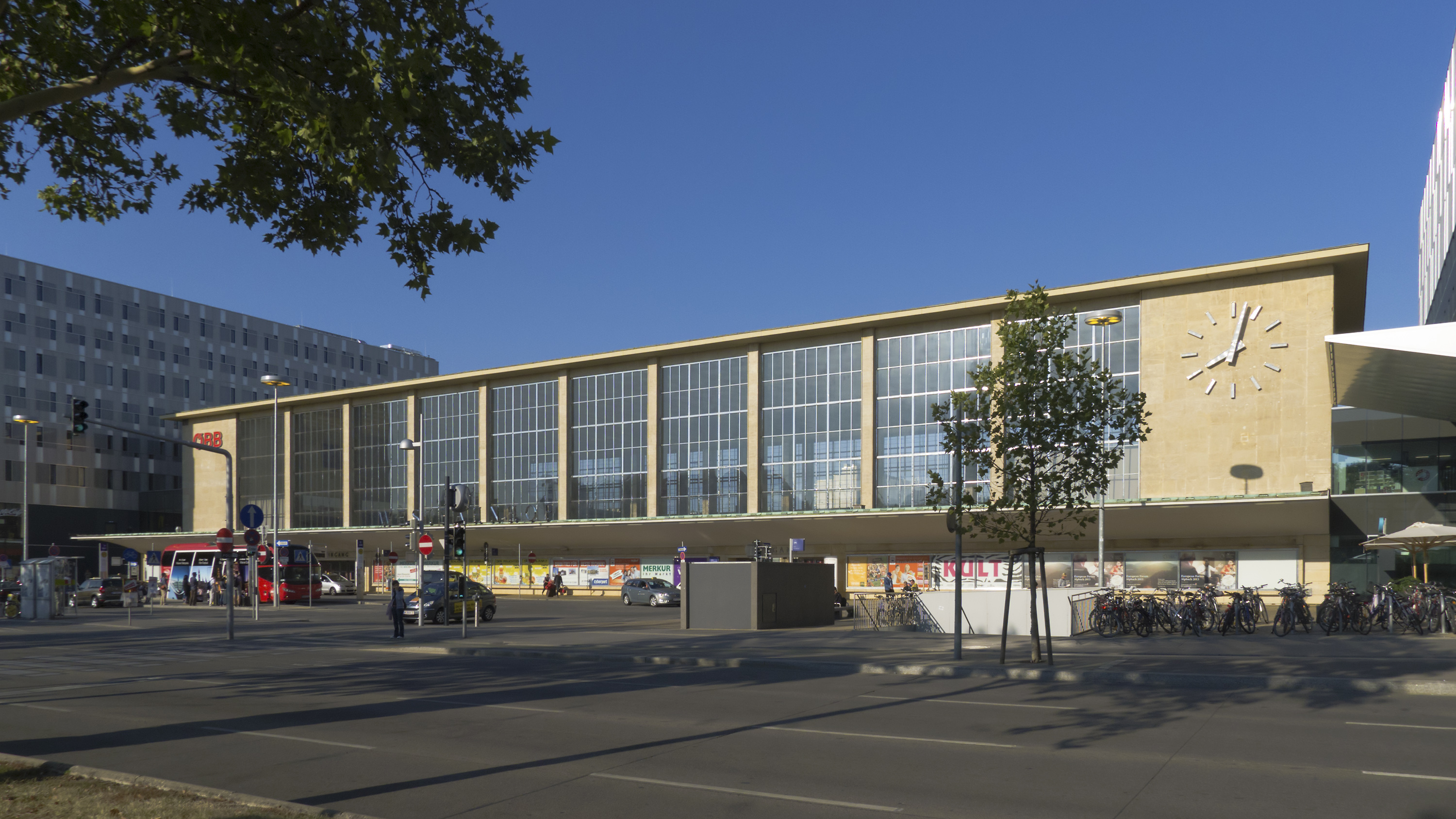
Westbahnhof
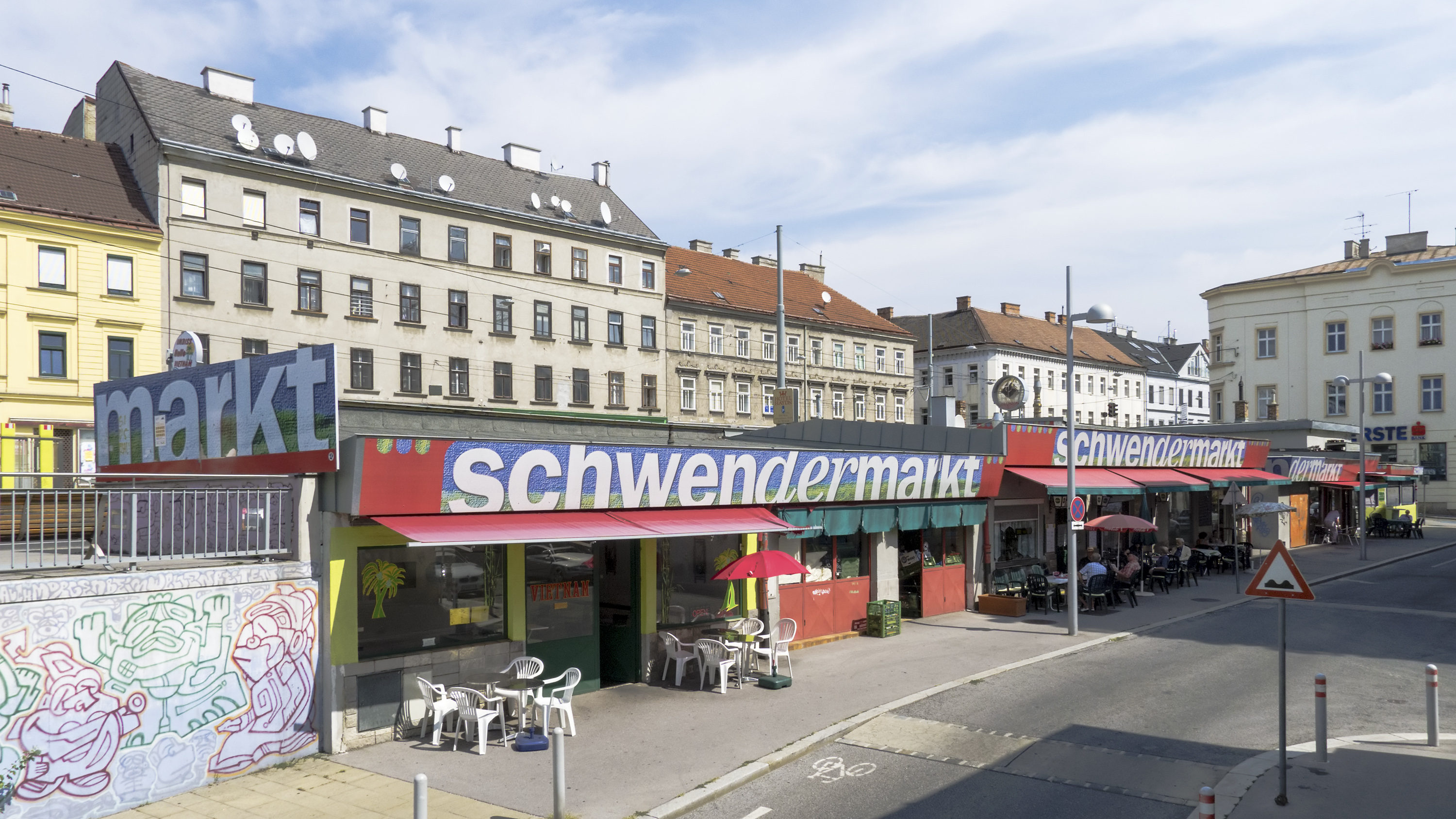
Schwendermarkt
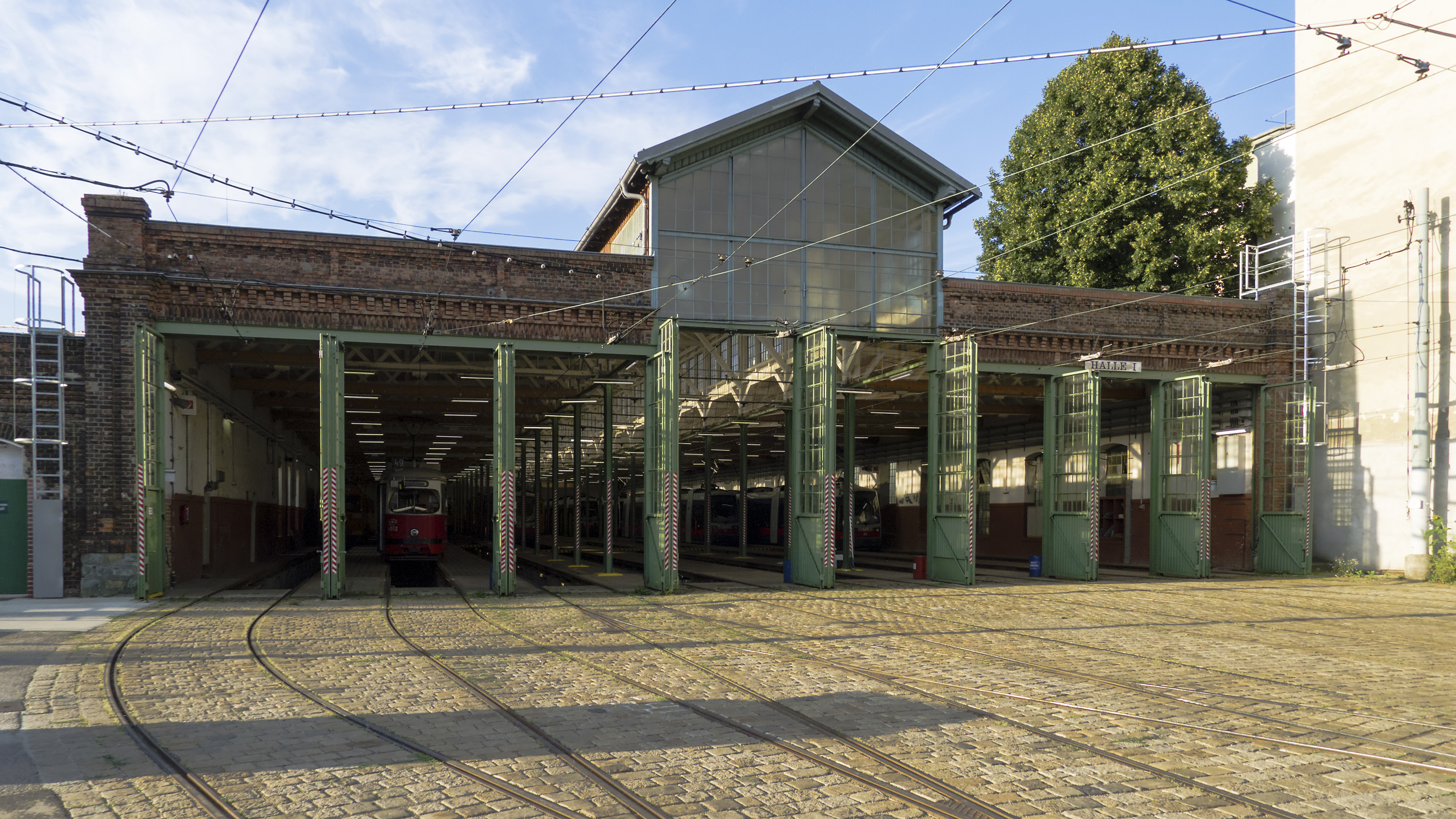
Remise Rudolfsheim
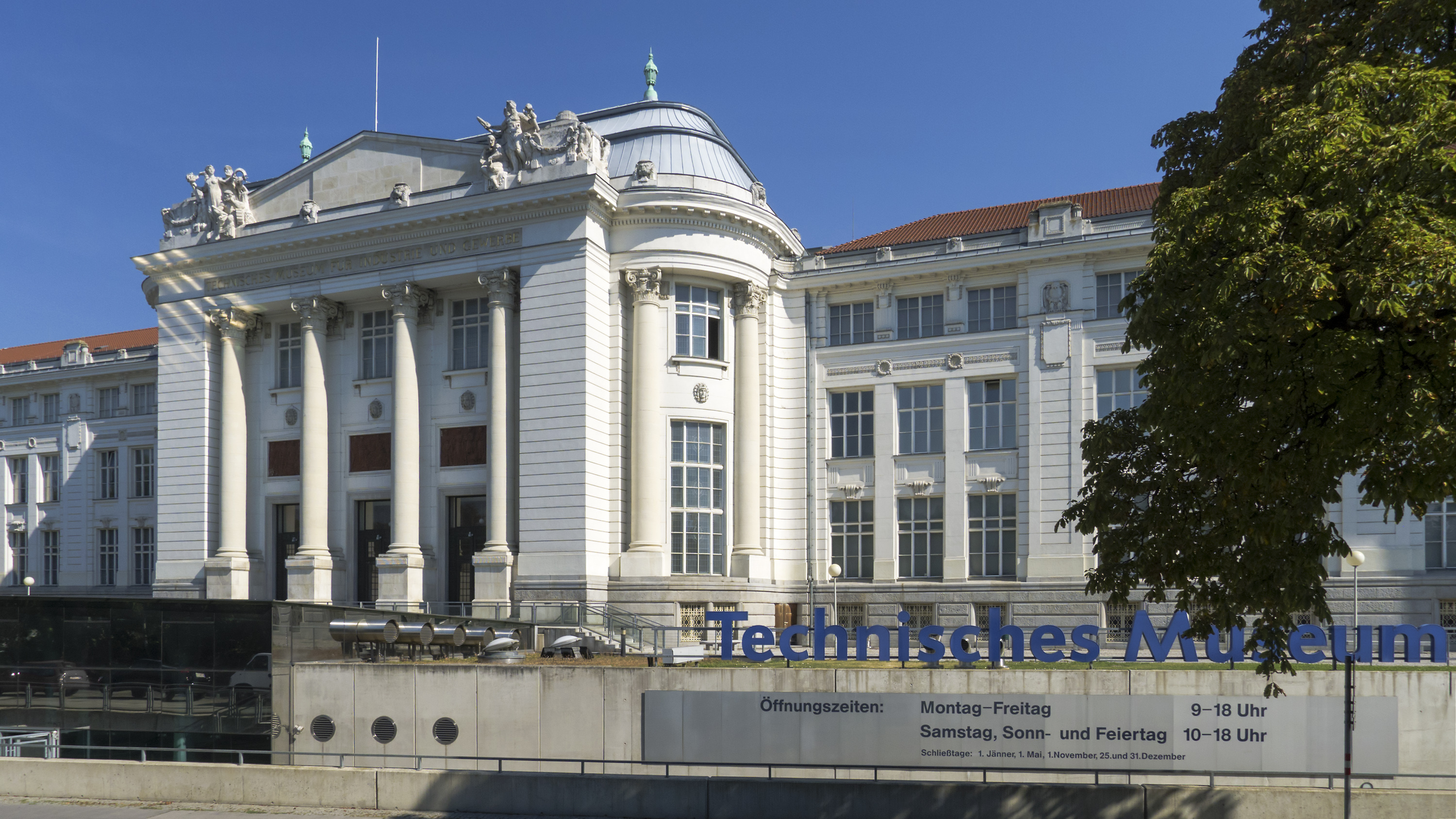
Technisches Museum

## Prominente
Ferdinand Raimund

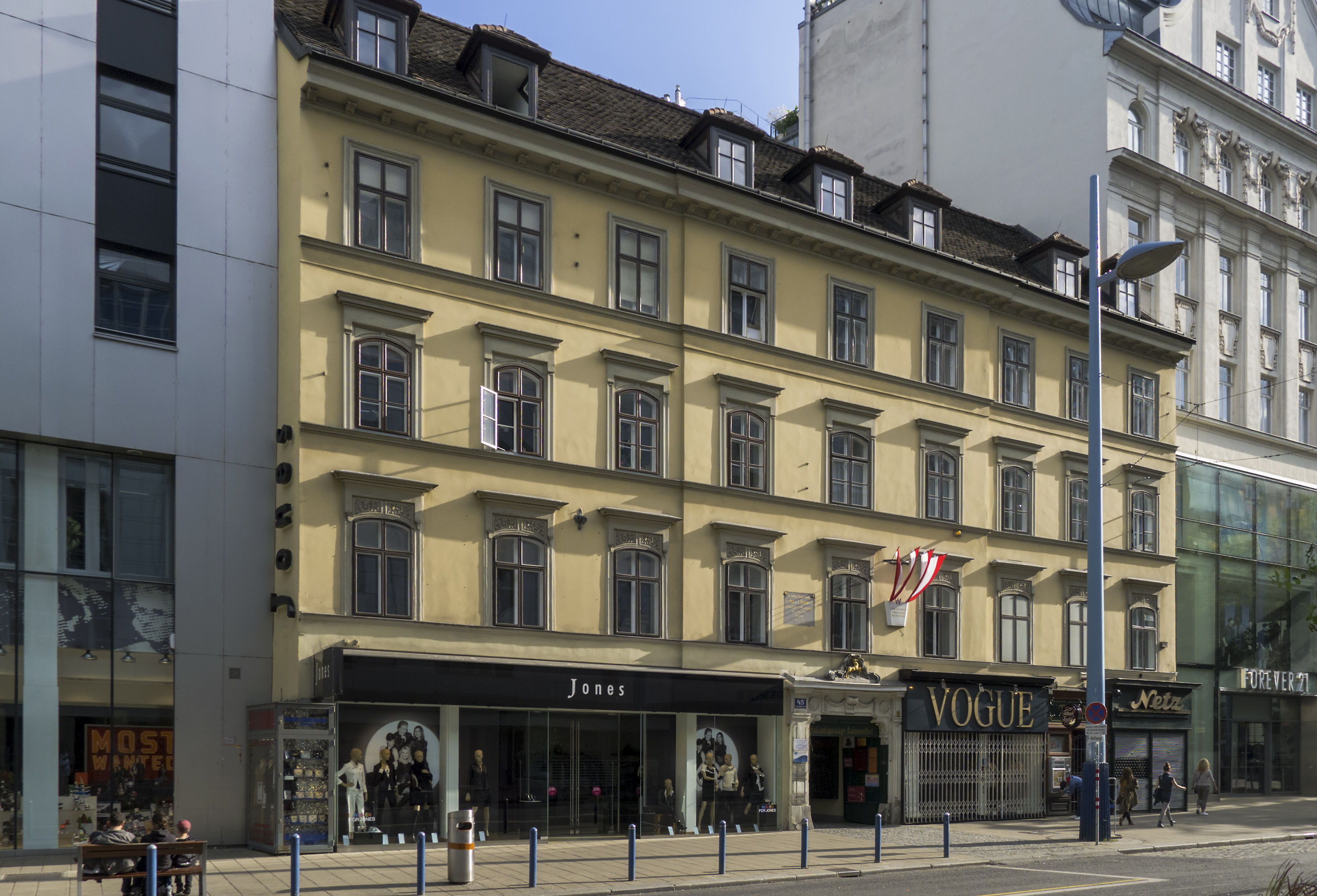
Der Raimundhof, das Geburtshaus von Ferdinand Raimund

Der Dramatiker Ferdinand Raimund wurde am 1. Juni 1790 im Haus Nummer 45, dem heutigen Raimundhof, geboren.
Josef Strauss

Josef Strauss, der jüngere Bruder von Johann Strauss (Sohn) und ebenfalls Komponist, wurde am 20. August 1827 im Haus Nummer 71A geboren.
Siegfried Marcus

Im alten Haus Nummer 107 befand sich die Werkstätte des Mechanikers und Automobilpioniers Siegfried Marcus.
Alfred Adler

Alfred Adler wurde am 7. Februar 1870 im Haus Nummer 208 geboren. Er wurde ein berühmter Arzt und Psychologe.
Bruno Marek

Bruno Marek wurde am 23. Jänner 1900 im Haus Nummer 103 geboren. Er war von 1965 bis 1970 Bürgermeister von Wien.
Hansi Niese

Die Schauspielerin Hansi Niese und ihr Gatte Josef Jarno lebten im Haus Nummer 88a. Josef Jarno starb hier.
Fritz Flandrak

Der Rechtsanwalt und Schriftsteller Fritz Flandrak betrieb Mitte der 1930er-Jahre eine Kanzlei im Haus Nummer 74A.

## Naturdenkmäler
In den Innenhöfen des Hauses Mariahilfer Straße 158 befinden sich zwei Wiener Naturdenkmäler. Unter der Nummer 649 wurde eine Gruppe von acht Rosskastanien (Aesculus hippocastanum) als Naturdenkmal unter Schutz gestellt; in einem angrenzenden Innenhof findet sich ein weiterer, einzelner Kastanienbaum (Nummer 650).

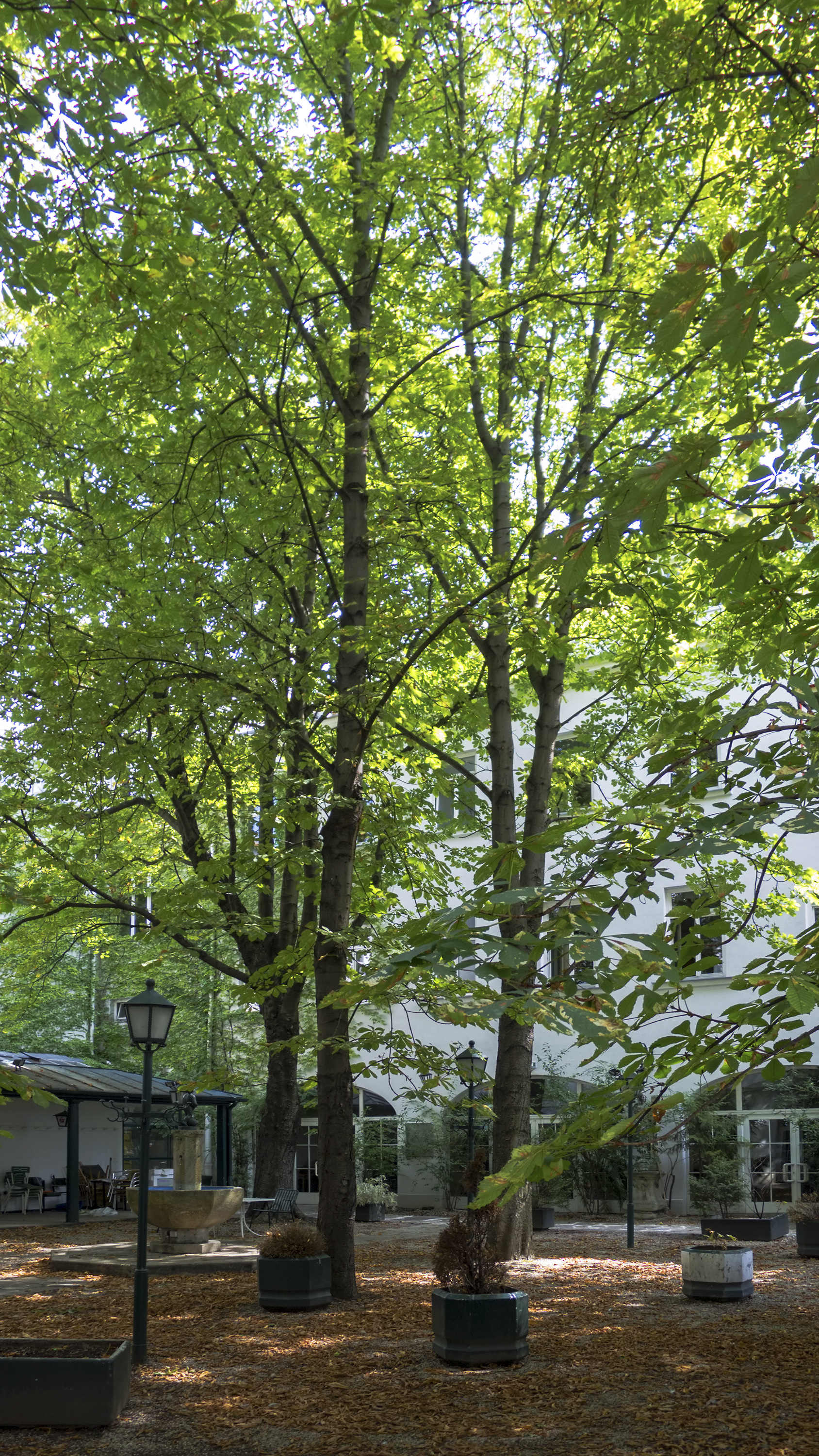
Gruppe von acht Kastanien (Nr. 649)
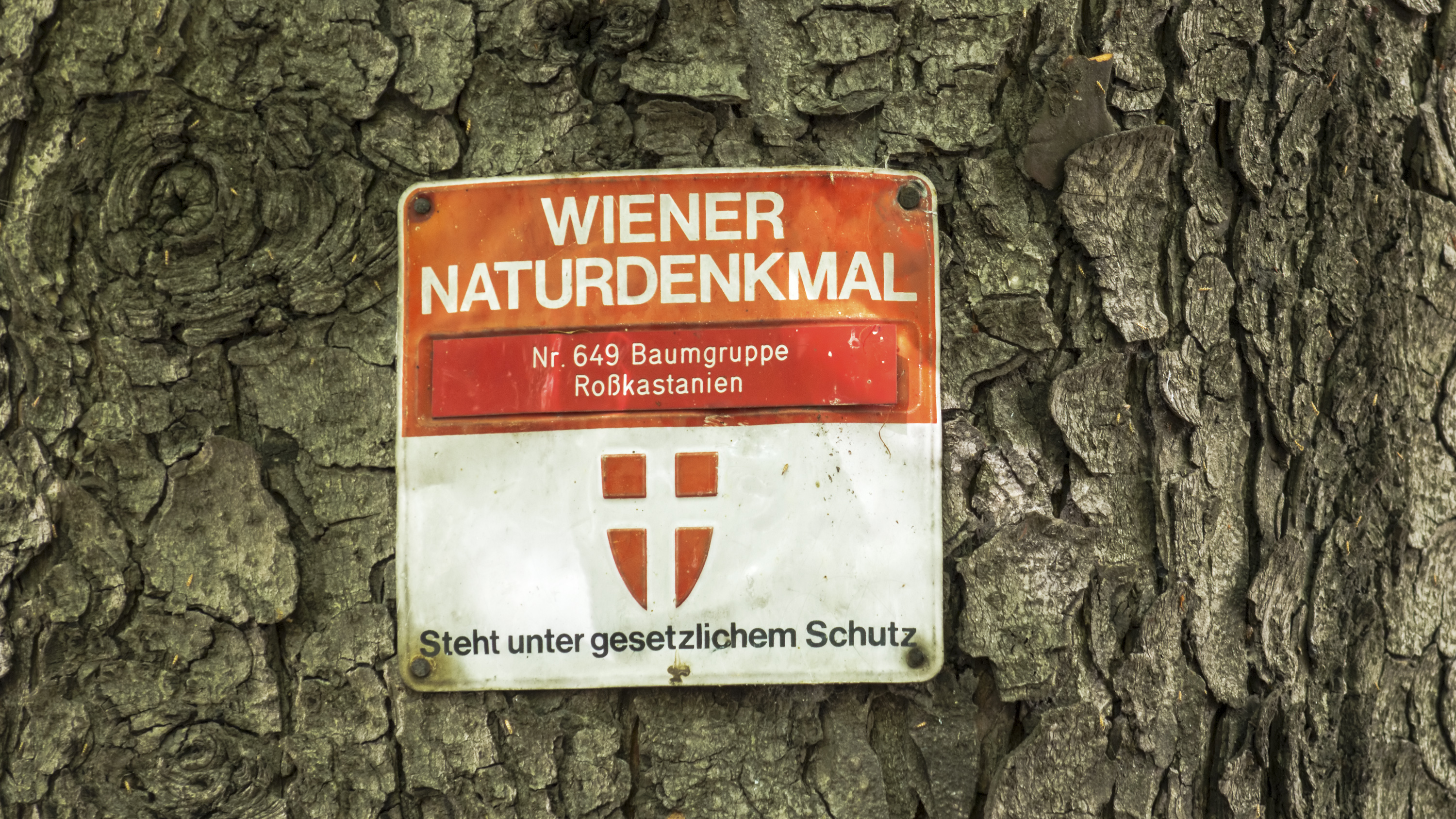
Tafel am Naturdenkmal 649
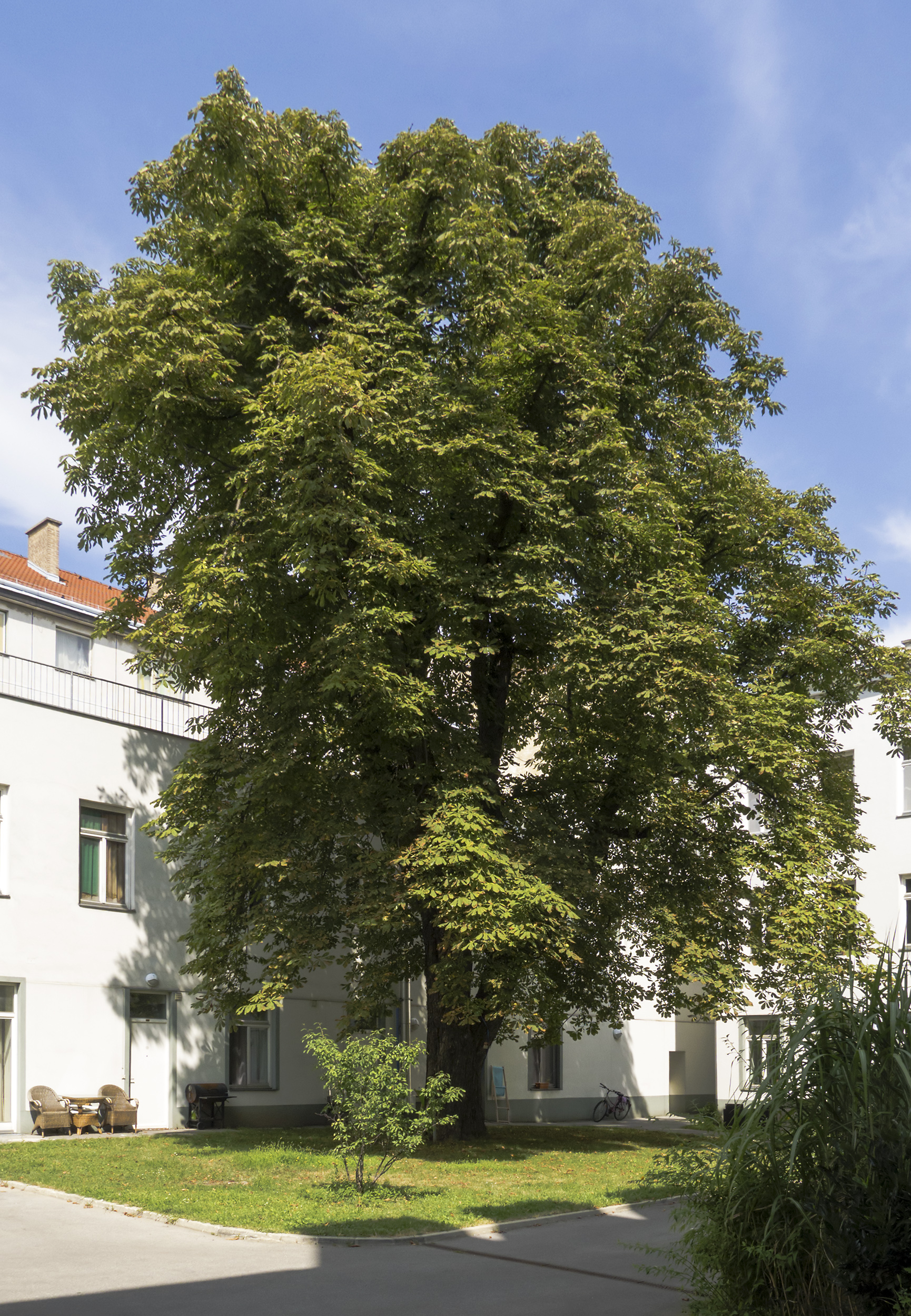
Kastanienbaum (Nr. 650)

## Mariahilfer Straße in anderen Städten
Es gibt auch eine Mariahilfer Straße in der steirischen Landeshauptstadt Graz sowie in der bayerischen Stadt Füssen.